# Умершие в июне 2022 года
Это список известных людей, соответствующих установленным критериям значимости (см. Википедия:Критерии значимости персоналий), умерших в июне 2022 года.
Причина смерти указывается лишь в исключительных случаях (убийство, самоубийство, гибель в результате военных действий, смертная казнь, ДТП или несчастные случаи). В остальных случаях — не указывается.

## 30 июня

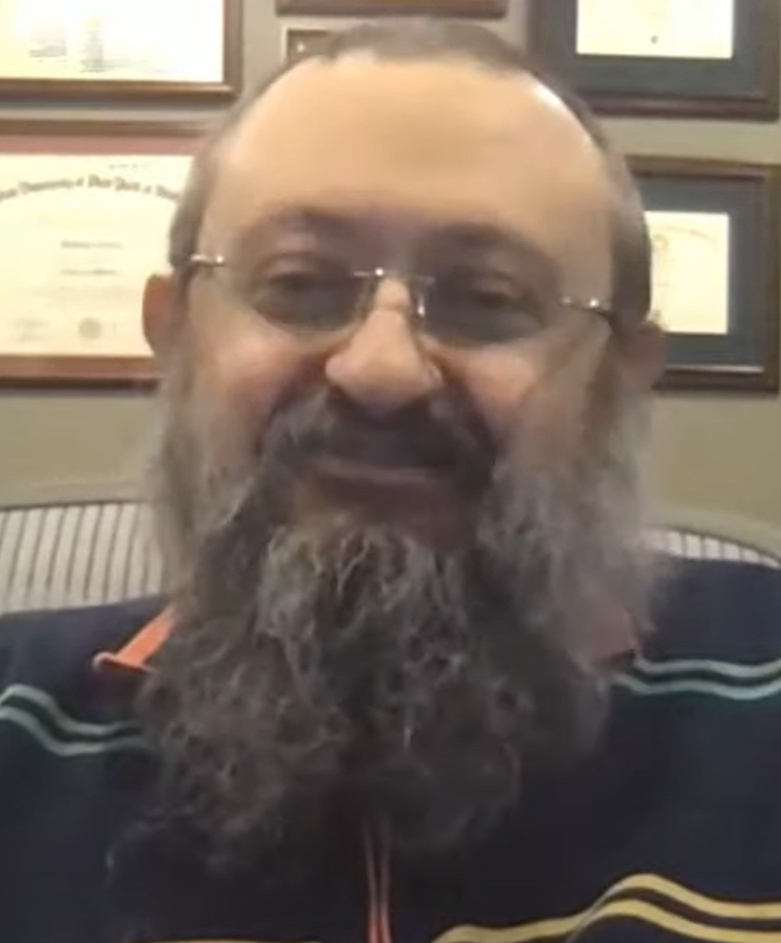
Владимир Зеленко

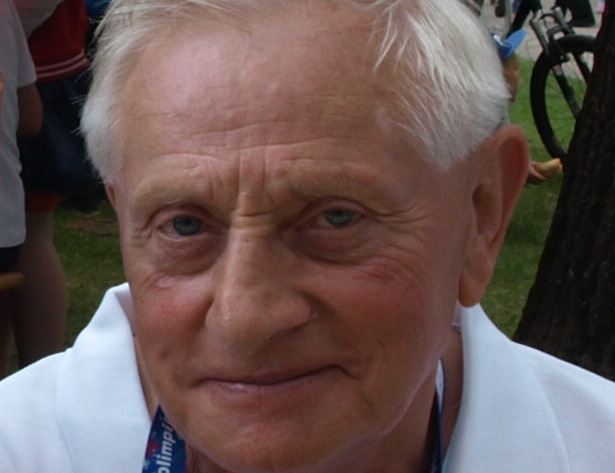
Казимеж Зимный

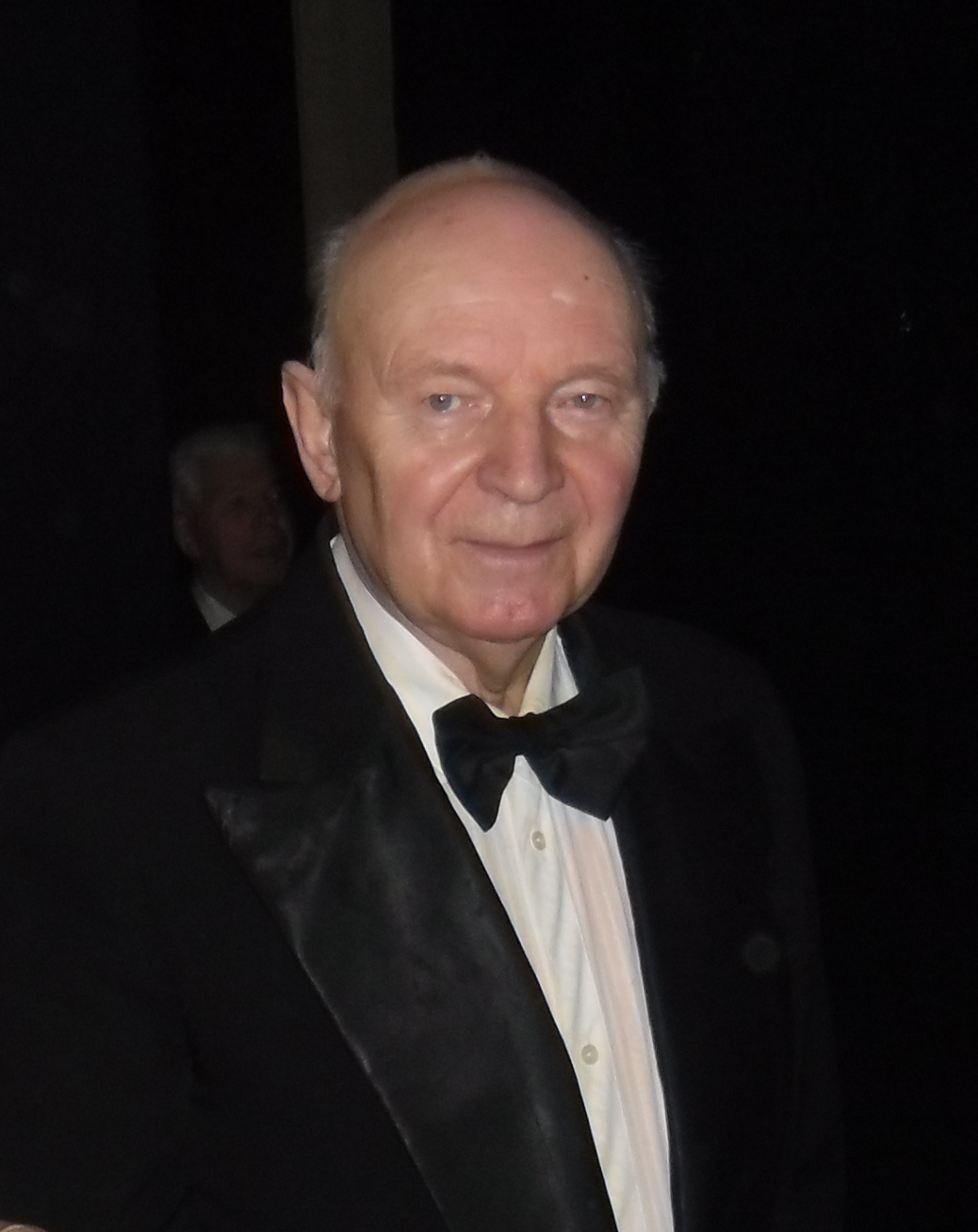
Анатолий Калабухин

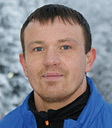
Дмитрий Стёпушкин

- Андая, Роландо[англ.] (53) — филиппинский политический деятель, депутат парламента Филиппин[1].
- Дробкова, Драгомира[чеш.] (87) — чехословацкая и чешская оперная певица (меццо-сопрано)[2].
- Жандрон, Жан-Ги[англ.] (87) — канадский хоккеист («Нью-Йорк Рейнджерс», «Бостон Брюинз», «Монреаль Канадиенс»[3].
- Зеленко, Владимир (49) — украинско-американский врач, предложивший экспериментальный амбулаторный метод лечения COVID-19, который он продвигал как «протокол Зеленко»[4].
- Зимный, Казимеж (87) — польский стайер, бронзовый призёр Олимпийских игр (1960)[5].
- Калабухин, Анатолий Васильевич (92) — советский и украинский дирижёр и педагог, народный артист Украинской ССР (1991)[6].
- Ламбах, Сатиндер Кумар[исп.] (80) — индийский дипломат[7].
- Леонова, Лариса Владимировна (81) — советская и российская актриса театра и кино, заслуженная артистка РСФСР (1978)[8].
- Синто, Мария Виктория (63) — испанский юрист, член Генерального совета судебной власти Испании[9].
- Стёпушкин, Дмитрий Фёдорович (46) — российский бобслеист, двукратный обладатель Кубка мира[10].
- Technoblade (23) — американский ютубер[11].

## 29 июня

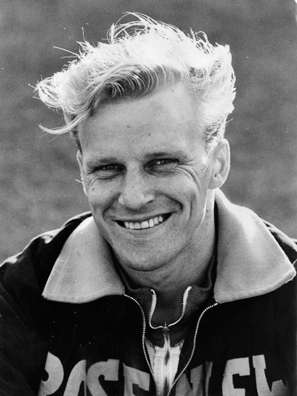
Ээлес Ландстрём

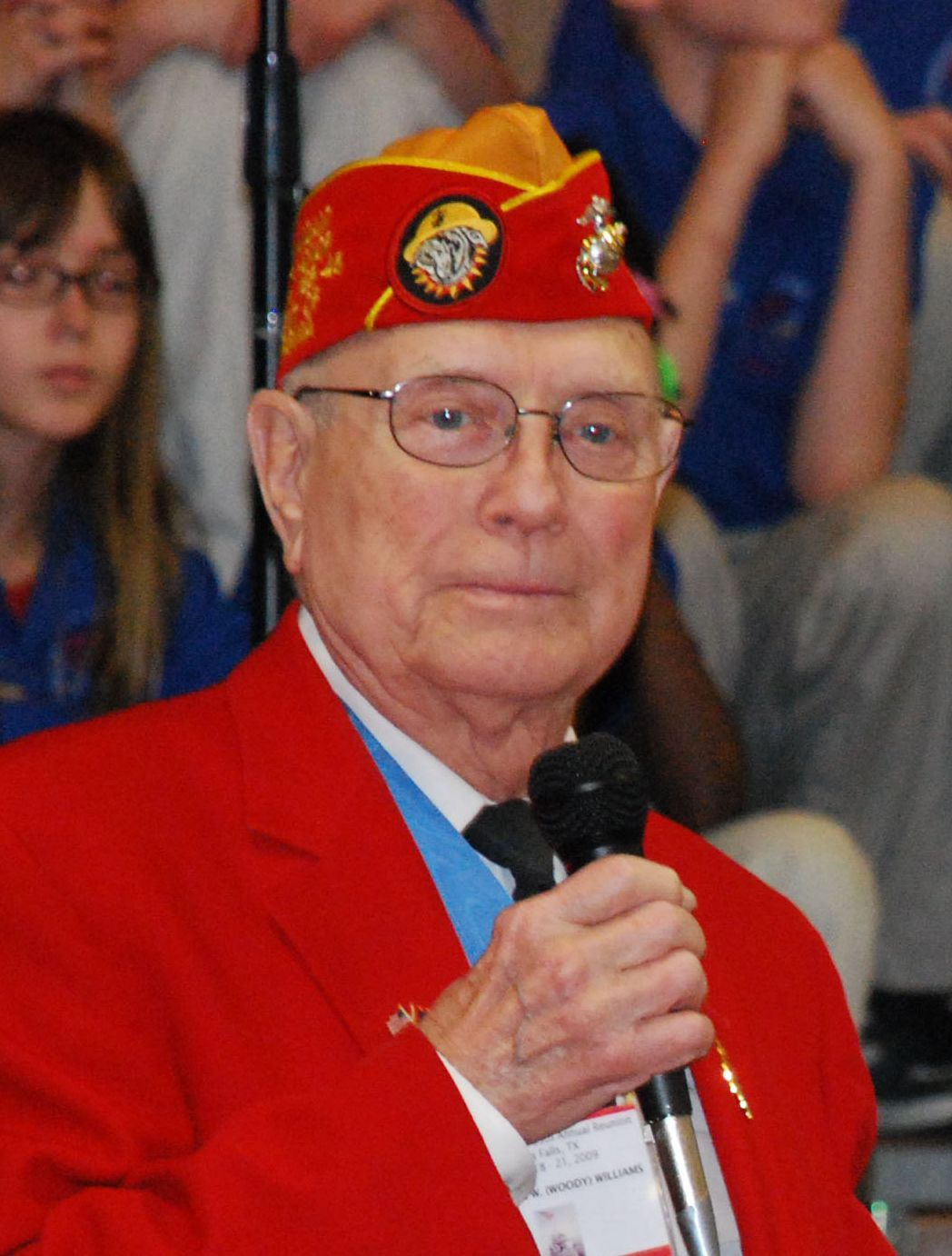
Гершель Уильямс

- Андронати, Сергей Андреевич (81) — советский и украинский химик-биорганик, академик АН УССР / АНУ / НАНУ (1988)[12].
- Кравецкий, Павел Григорьевич (85) — советский и израильский эстрадный певец[13].
- Кулинская, Бланка[чеш.] (87) — чехословацкий и чешский хоровой дирижёр[14].
- Ландстрём, Ээлес (90) — финский легкоатлет[15].
- Меши-Захав, Йехуда (62) — израильский общественный деятель[16].
- Несауле, Агате (84) — американская писательница и филолог[17].
- Паппин, Джим (82) — канадский хоккеист, двукратный обладатель Кубка Стэнли в составе «Торонто Мейпл Лифс» (1964, 1967)[18].
- Полянкин, Анатолий Евсеевич (70) — российский театральный деятель, директор театра «Сатирикон» (1996—2019), ректор Высшей школы сценических искусств, заслуженный работник культуры Российской Федерации (2012)[19].
- Сабо, Миклош[англ.] (93) — венгерский стайер, участник Олимпийских игр (1956, 1960)[20].
- Уильямс, Гершель Вудроу (98) — американский ветеран Второй мировой войны, награждённый медалью Почёта[21].
- Хаккул, Ибрагим (73) — советский и узбекский писатель и критик, доктор филологических наук, профессор[22].
- Халивни, Дэвид Вейс[англ.] (94) — американский и израильский раввин, профессор, лауреат премии имени Бялика (1985), Премии Израиля (2008)[23].

## 28 июня

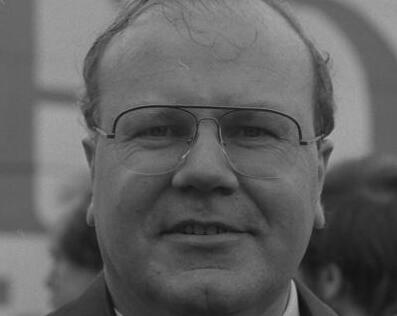
Мартин Бангеман

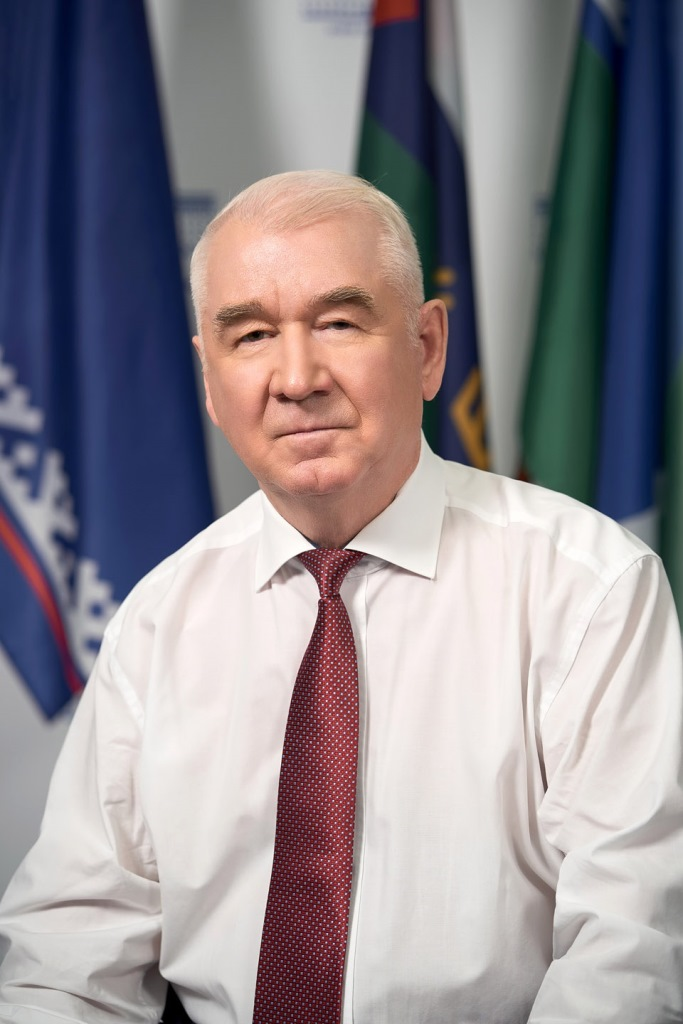
Сергей Корепанов

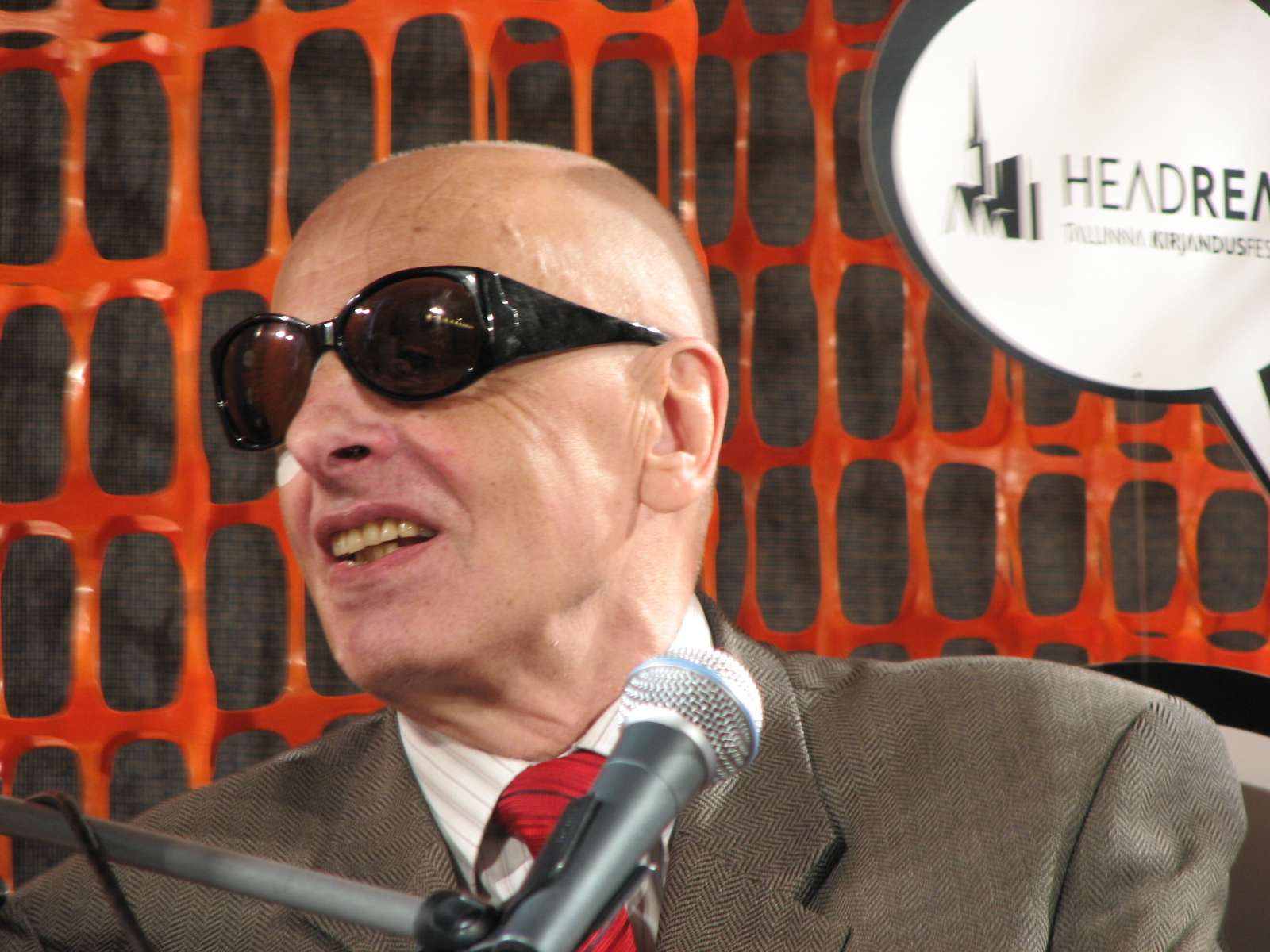
Матс Траат

- Аркын, Джюнейт (84) — турецкий киноактёр[24].
- Бангеман, Мартин (87) — немецкий политический деятель, депутат Бундестага, министр экономики ФРГ (1984—1988), председатель СвДП (1985—1988)[25].
- Бенегас, Касильда (115) — аргентинская супердолгожительница[26].
- Висентин, Джон[англ.] (59) — американский бизнесмен, генеральный директор Xerox (с 2018 года)[27].
- Корепанов, Сергей Евгеньевич (74) — российский политический деятель, спикер Тюменской областной думы (с 1998 года)[28].
- Мартинес-Вильясеньор, Хервасио[исп.] (84) — испанский политик, депутат Конгресса депутатов (1977—1978, 1989—1999), сенатор (1986—1988)[29].
- Назаров, Валерий Вартанович (81) — советский и российский дипломат, посол России в Мьянме (1992—1997) и в Непале (2001—2005)[30].
- Новиков, Виталий Фёдорович (84) — советский и российский физик, доктор физико-математических наук (1986), профессор Тюменского индустриального университета, заслуженный работник высшей школы[31].
- Сасаки, Рюдзо[яп.] (65) — японский политический деятель, депутат Палаты представителей парламента Японии[32].
- Сингх, Вариндер (75) — индийский игрок в хоккей на траве, бронзовый призёр летних Олимпийских игр 1972 года[33].
- Скоглунд, Рольф[швед.] (81) — шведский актёр[34].
- Траат, Матс (85) — советский и эстонский писатель, поэт, сценарист и переводчик, заслуженный писатель Эстонской ССР (1977)[35].
- Барсуков, Сергей Игоревич (29) — украинский военнослужащий, старший лейтенант, участник российско-украинской войны, Герой Украины (2022, посмертно); погиб в бою.

## 27 июня

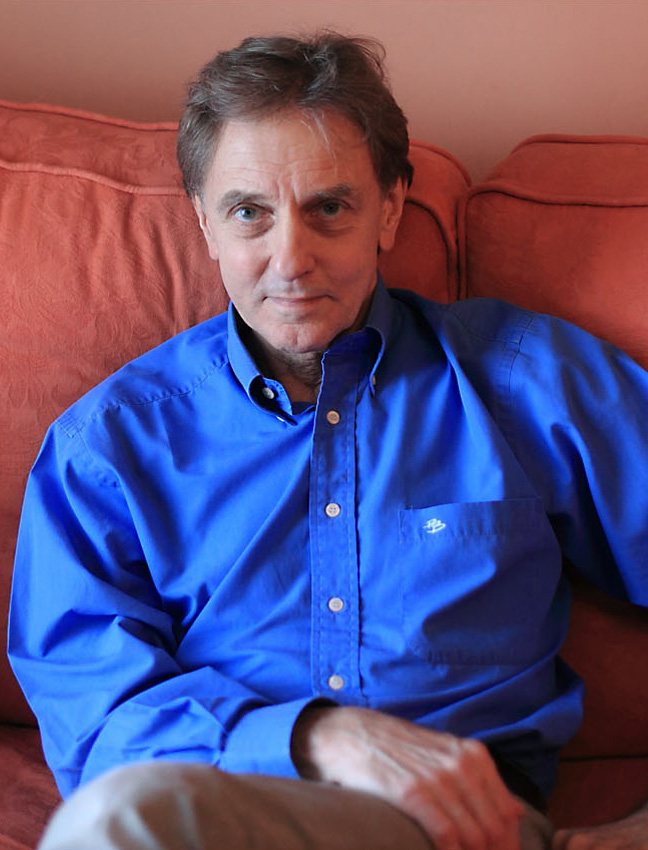
Колин Блэйкмор

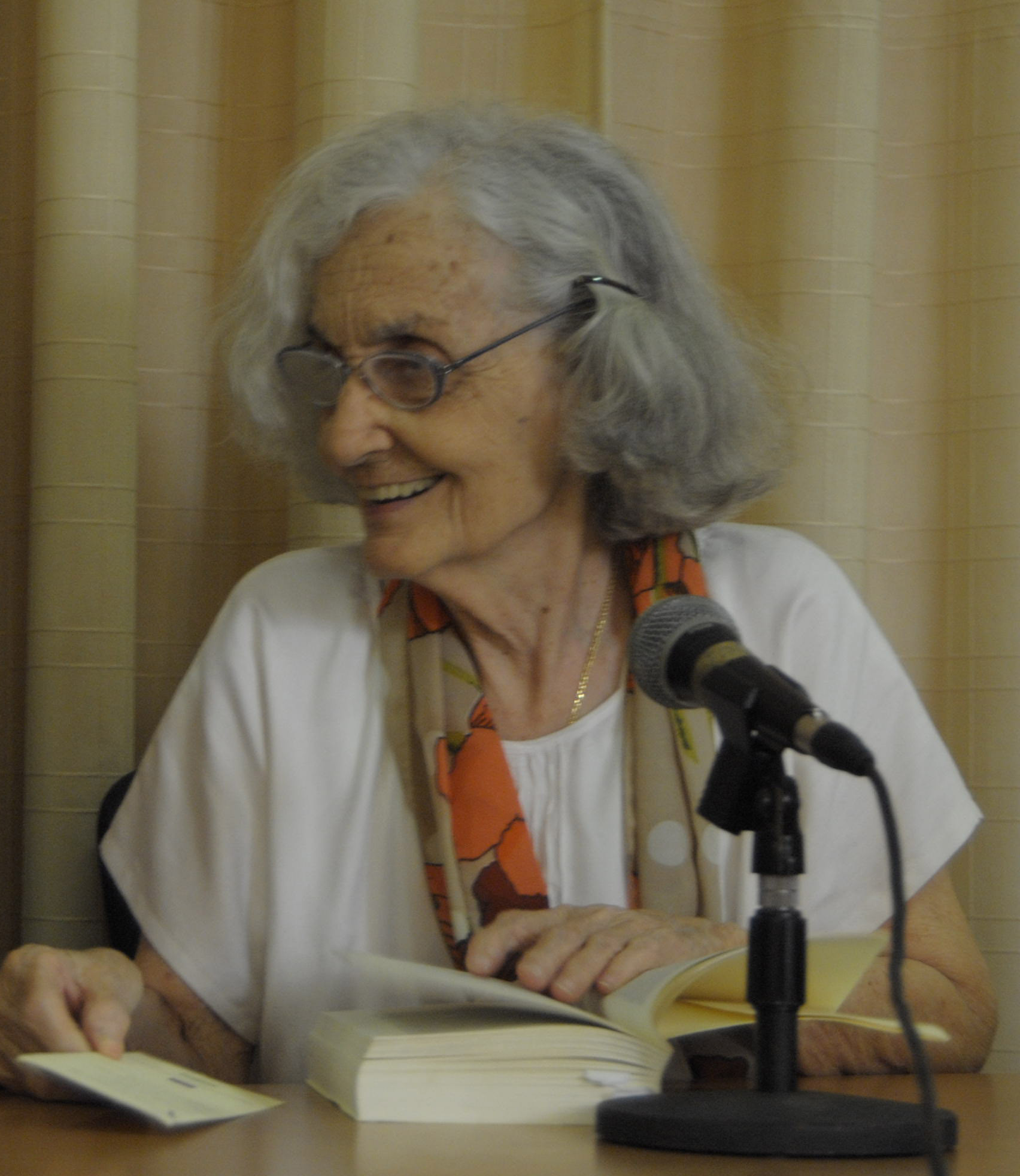
Фина Гарсиа Маррус

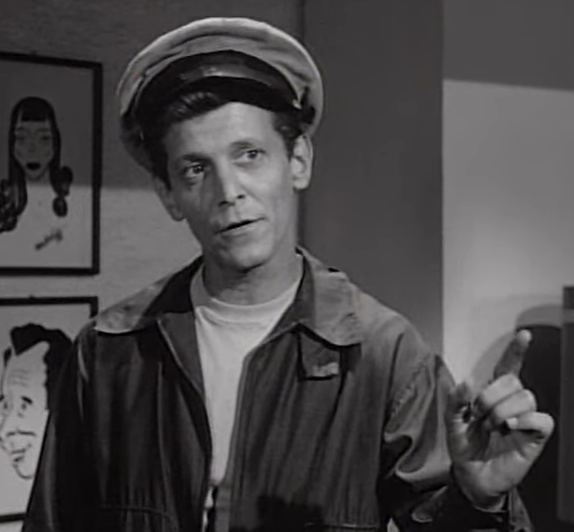
Джо Тёркел

- Алексеев, Александр Николаевич (38) — российский журналист и телеведущий программ «Вести» и «Вести-Москва» на телеканале «Россия-1», доктор экономических наук, профессор[36].
- Ассенсио Леон, Ренато[исп.] (83) — мексиканский католический прелат, епископ Сьюдад-Хуареса (1994—2014)[37].
- Блэйкмор, Колин (78) — британский нейробиолог, член Лондонского королевского общества (1992)[38].
- Веккьо, Леонардо дель[итал.] (87) — итальянский бизнесмен, основатель компании Luxottica[39].
- Гарсиа Маррус, Фина (99) — кубинская поэтесса[40].
- Гордон, Джек[англ.] (94) — канадский хоккеист («Нью-Йорк Рейнджерс») и тренер («Миннесота Норт Старз»)[41].
- Дубе, Милдред Рейзон[англ.] — зимбабвийский политик, сенатор (с 2018 года)[42].
- Кеведо, Даниэль[исп.] (74) — аргентинский футболист, игрок национальной сборной[43].
- Луна, Роберту[порт.] (92) — бразильский эстрадный певец[44].
- Муцеква, Джайлз[англ.] (73) — зимбабвийский политический деятель, министр внутренних дел Зимбабве[45].
- Рябенко, Василий Александрович (87) — советский футболист[46].
- Сесюнин, Евгений Зиновьевич (79) — советский футболист и футбольный тренер[47].
- Тевелевич, Виктор Михайлович (76) — советский и российский государственный деятель, мэр Хабаровска (1991—1994)[48].
- Тёркел, Джо (94) — американский актёр[49].
- Тихий, Эдуард Викентьевич (90) — советский хозяйственный, государственный и политический деятель, Герой Социалистического Труда (1966)[50].
- У Цзиньюнь[кит.] (84) — тайваньская легкоатлетка (толкание ядра), участница Летних Олимпийских игр 1960 года в Риме[51].
- Черноиванов, Александр Сергеевич (70) — российский тренер по боксу, заслуженный тренер России (1993)[52].

## 26 июня

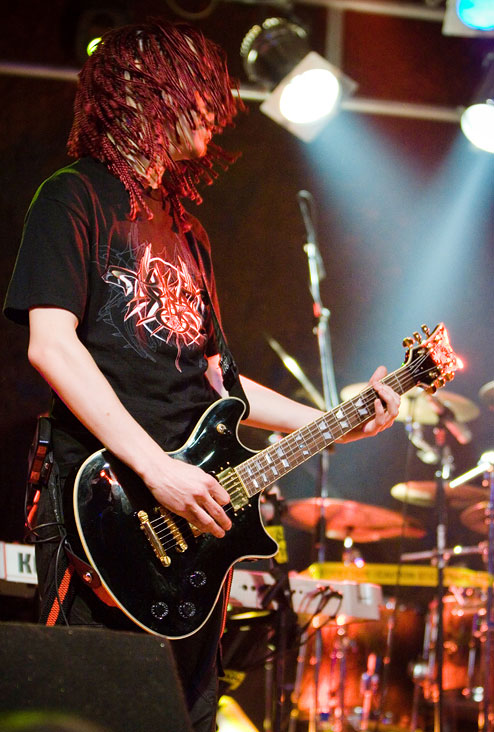
Алексей Плотников

- Горобец, Юрий Васильевич (90) — советский и российский актёр, народный артист Российской Федерации (1993)[53].
- Кин, Маргарет (94) — американская художница[54].
- Ла Каприя, Раффаэле[итал.] (99) — итальянский писатель и сценарист[55].
- Луганов, Владимир Алексеевич (83) — советский и казахстанский учёный-металлург, доктор технических наук (1988), профессор (1989)[56].
- Люнге Кристиансен, Туэ Ханс (82) — гренландский художник и политический деятель, автор государственного флага Гренландии, министр образования Гренландии (1979—1983)[57].
- Мара, Мэри (61) — американская киноактриса; несчастный случай[58].
- Мурхаус, Фрэнк[англ.] (83) — австралийский писатель[59].
- Плотников, Алексей (45) — российский музыкант, лидер группы Mechanical Poet[60].
- Попов, Виктор Васильевич (81) — советский и российский политический деятель[61].
- Тиханова, Альбина Степановна (75) — советская и российская актриса[62].
- Уильямс, Фрэнк[англ.] (90) — британский актёр[63].
- Матюшенко, Михаил Юрьевич (61) — украинский военный лётчик, полковник, участник российско-украинской войны, Герой Украины (2022, посмертно); погиб в воздушном бою.
- Красильников, Юрий Николаевич (?) — украинский военный лётчик, майор, участник российско-украинской войны, Герой Украины (2023, посмертно); погиб в воздушном бою.

## 25 июня
- Ага, Людмила Петровна[рум.] (72) — советская и молдавская оперная певица (сопрано), заслуженная артистка Молдавии (1993)[64].
- Вессель, Бернхард (85) — западногерманский футболист («Боруссия» Дортмунд), чемпион ФРГ (1963)[65].
- Вулси, Билл[англ.] (87) — американский пловец, чемпион Олимпийских игр (1952)[66].
- Гиллиам, Сэм[англ.] (88) — американский художник-абстракционист[67].
- Ибрагимов, Наби Магомедович (86) — советский и российский актёр, народный артист Российской Федерации (1995)[68].
- Карденас, Хавьер (69) — мексиканский футболист[39].
- Кнежевич, Миодраг (81) — югославский футболист, игрок национальной сборной[69].
- Кубарь, Николай Васильевич (75) — советский и российский балетмейстер, художественный руководитель Государственного ансамбля «Кубанская казачья вольница», народный артист Российской Федерации (2005), Герой труда Кубани (2011)[70].
- Куницын, Олег Иосифович (87) — советский и российский музыковед и писатель, основоположник бурятского музыкознания, заслуженный деятель искусств РСФСР (1987)[71].
- Марттила, Елена Оскаровна (99) — советская и российская художница[72].
- Мэннигхэм-Буллер, Джон, 2-й виконт Дилхорн (90) — британский пэр и адвокат, виконт Дилхорн (с 1980 года)[73].
- Сабденов, Калдыбек Сабденович (89) — советский и казахский учёный в области ветеринарии, доктор сельскохозяйственных наук (1991), профессор (1989)[74].
- Таммет, Рауль[эст.] (73) — советский и эстонский режиссёр, актёр и сценарист[75].
- Тасман, Борис Рафаилович (67) — белорусский спортивный журналист[76].
- Уотт, Расселл[англ.] (86) — новозеландский регбист, игрок национальной сборной (1957—1962)[77].
- Ялугин, Эрнест Васильевич[бел.] (85) — белорусский прозаик, публицист[78].

## 24 июня

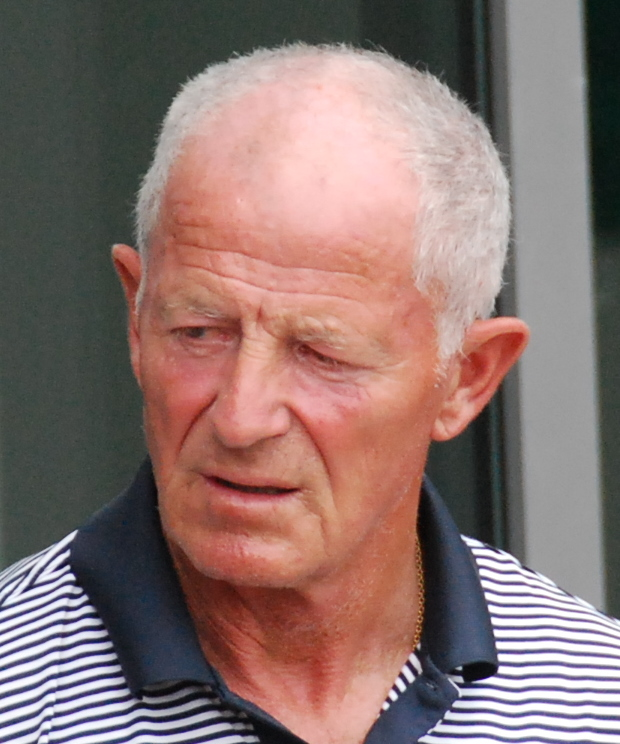
Финн Дёссинг

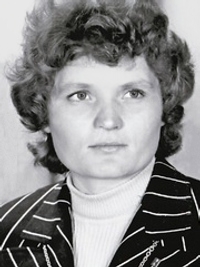
Мария Никифоров

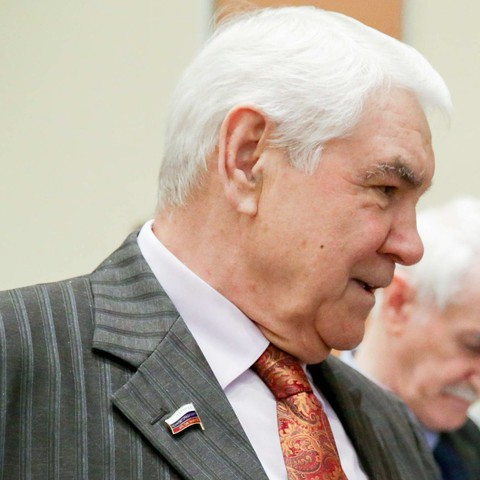
Фатих Сибагатуллин

- Дёссинг, Финн (81) — датский футболист[79].
- Диас де Вильегас, Алексис (56) — кубинский актёр и режиссёр[80].
- Кермаррек, Жоэль[фр.] (82) — французский художник[81].
- Лённквист, Ульф[швед.] (85) — шведский государственный деятель, министр спорта, молодёжи и туризма (1986—1999), министр жилищного строительства (1988—1991)[82].
- Никифоров, Мария (71) — румынская гребчиха-байдарочница, бронзовый призёр летних Олимпийских игр в Мюнхене (1972), серебряный и бронзовый призёр чемпионатов мира (1973, 1974, 1975)[83].
- Пирлинг, Рената[нем.] (92) — немецкий историк и археолог, доктор наук, профессор[84].
- Сибагатуллин, Фатих Саубанович (72) — российский политический деятель, депутат Государственной думы (2007—2021)[85].
- Фаворский, Олег Николаевич (93) — советский и российский авиаконструктор, академик РАН (1991; академик АН СССР с 1990)[86].
- Чжан Сычжи (94) — китайский юрист и правозащитник[87].
- Шанаев, Валерий Фёдорович (84) — советский и российский писатель и журналист[88].

## 23 июня

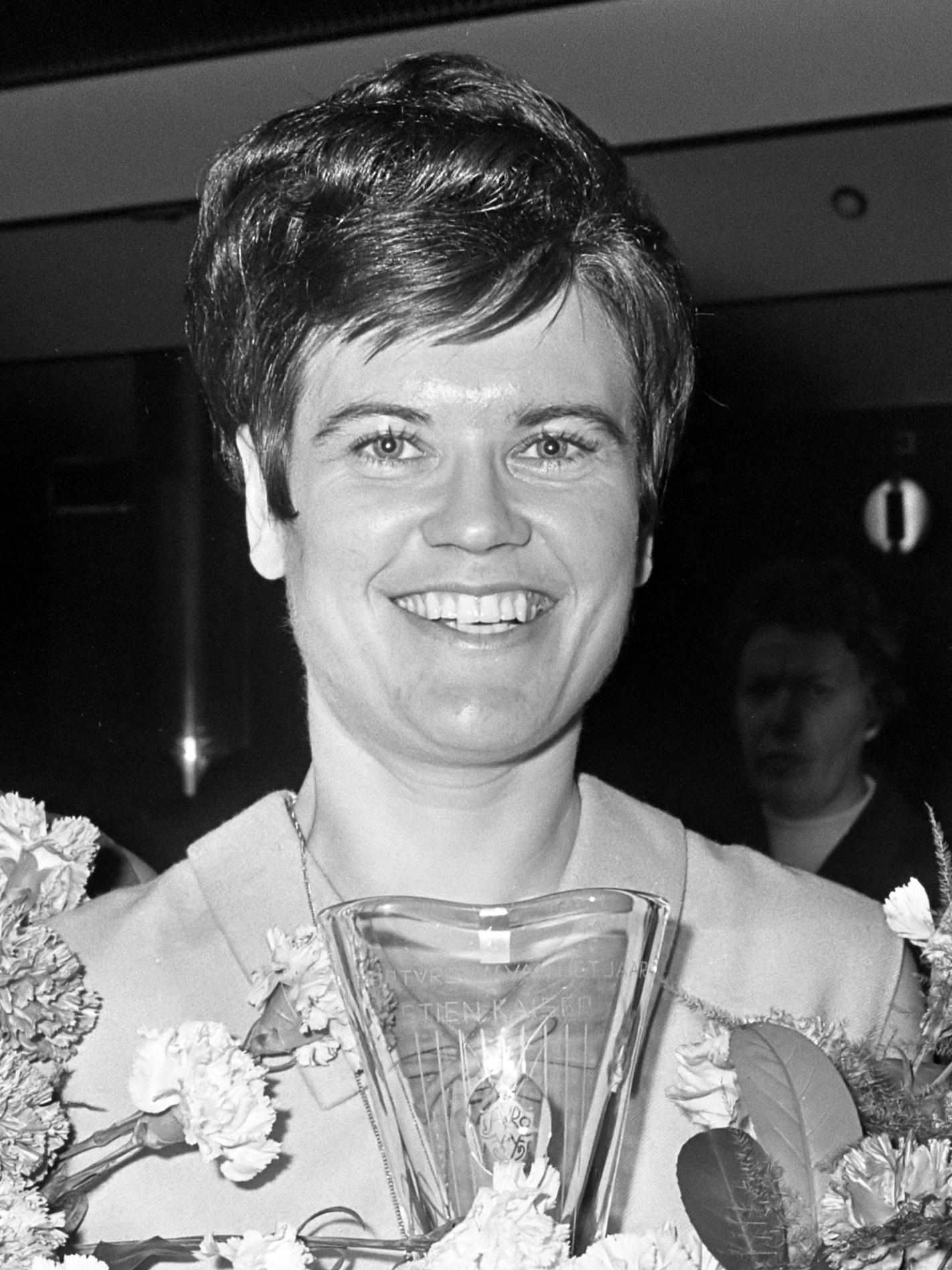
Кристина Бас-Кайсер

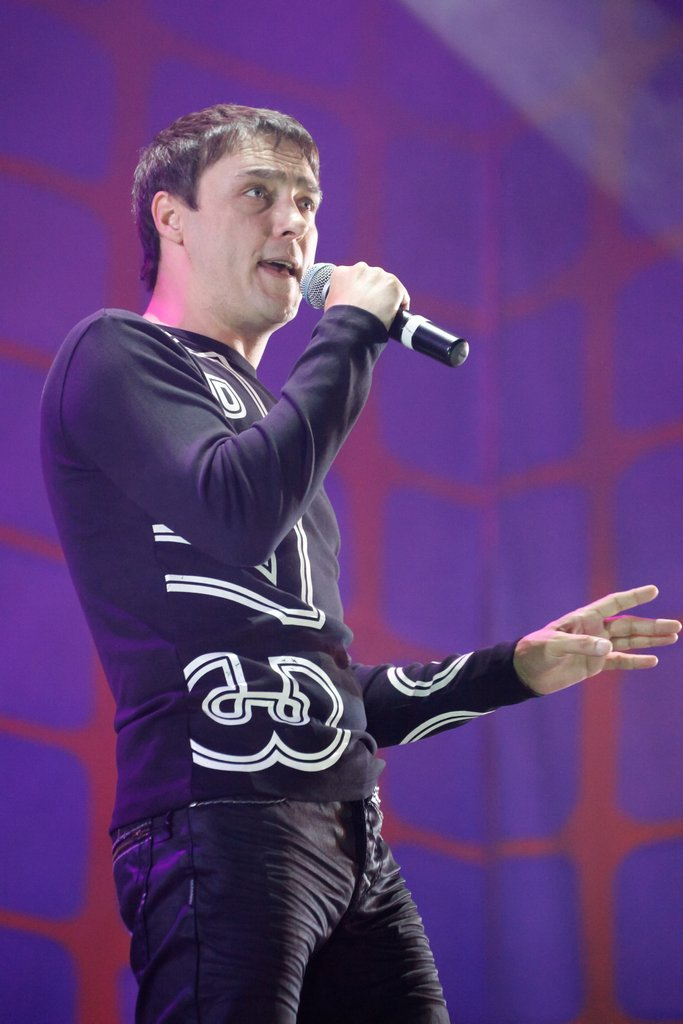
Юрий Шатунов

- Бас-Кайсер, Кристина (84) — нидерландская конькобежка, чемпионка зимних Олимпийских игр 1972 года в Саппоро[89].
- Белл, Бернард[англ.] (57) — американский композитор и музыкант, четырёхкратный лауреат премии «Грэмми»[90].
- Бериша, Вьоса[алб.] (49) — косовский албанский кинорежиссёр, руководительница Международного кинофестиваля в Приштине[91].
- Бисси, Джанпаоло[итал.] (81) — итальянский политический деятель, член Сената Италии (1987—1992)[92].
- Ван дер Валс, Йоан[нидерл.] (102) — нидерландский физик, член Королевской академии наук и искусств Нидерландов (1971)[93].
- Галвеаш, Эрнани[порт.] (99) — бразильский экономист, президент Национального банка Бразилии (1968—1974, 1979—1980), министр экономики Бразилии (1980—1985)[94].
- Гарцман, Аркадий Семёнович (75) — советский и украинский поэт, сценарист и актёр[95].
- Грингросс, Салли[англ.] (86) — британская аристократка, баронесса, член Палаты Лордов Великобритании (с 2000 года)[96].
- Грядущий, Борис Абрамович (89) — советский и украинский деятель науки, специалист в области угольной промышленности, Герой Украины (2008)[97].
- Лян Цзюньу[кит.](88) — китайский материаловед, лауреат Государственной премии (1996), член Инженерной академии (1997)[98].
- Махмуд Устаосманоглу аль-Уфи (93) — турецкий учёный ханафитского мазхаба, муфассир[99].
- Молнар, Питер[англ.] (78) — американский геофизик, лауреат Премии Крафорда (2014)[100].
- Морган, Томми[англ.] (89) — американский гармонист[101].
- Остин, Рекс[англ.] (91) — новозеландский политик, депутат Палаты представителей (1975—1987)[102].
- Попов, Александр Николаевич (26) — российский военнослужащий, стapший лeйтeнaнт дecaнтнo-штypмoвoй бpигaды, Герой России (2022, посмертно), участник российско-украинской войны; погиб в бою[103].
- Радикич, Василие — сербский писатель и литературный критик[104].
- Стаффорд, Пола[англ.] (102) — австралийский дизайнер одежды, создательница купальника «бикини»[105].
- Таллок, Фрэнсис[англ.] (81) — ямайский политик и государственный деятель, депутат Парламента (1972—1980, 1993—2001), министр туризма (1997—1999)[106].
- Чо Сун[кор.] (94) — южнокорейский политический деятель, депутат парламента Южной Кореи (1998—2000)[107].
- Шатунов, Юрий Васильевич (48) — советский и российский певец, солист группы «Ласковый май» (1986—1991)[108].
- Эленде, Анри (80) — конголезский легкоатлет (прыжки в высоту), участник Летних Олимпийских игр 1964 года в Токио[109].
- Якоби, Эрнст (88) — немецкий актёр[110].
- Ясакова, Екатерина Андреевна (94) — советский передовик сельского хозяйства, Герой Социалистического Труда (1966) (о смерти объявлено в этот день)[111].

## 22 июня

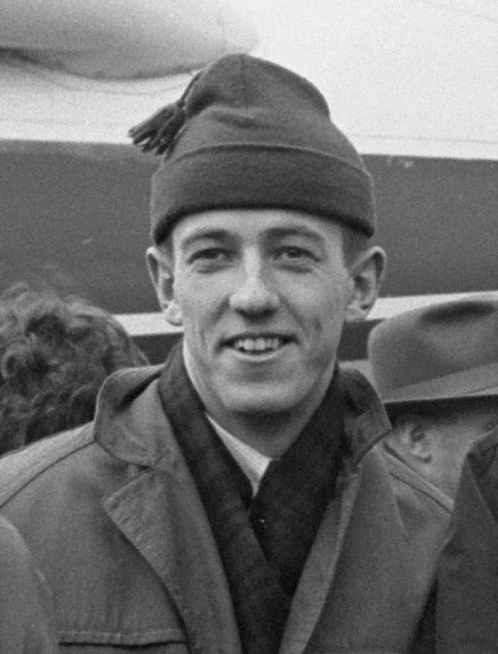
Йонни Нильссон

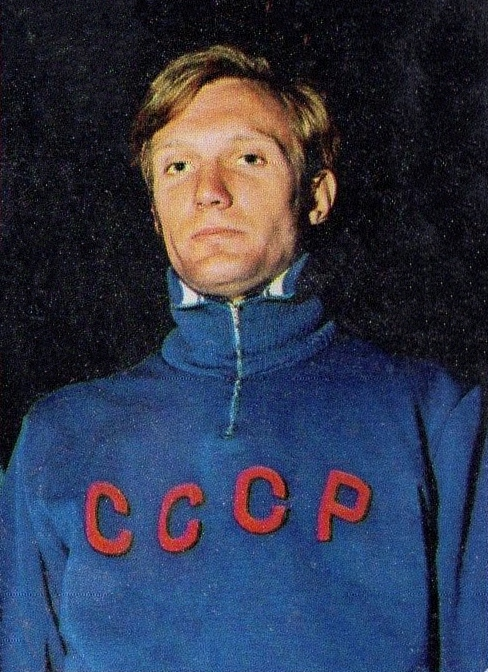
Юри Тармак

- Буэну, Марилу[порт.] (82) — бразильская киноактриса[112].
- Вега Гарсия, Херардо Клементе[исп.] (82) — мексиканский военный деятель, секретарь национальной обороны Мексики[113].
- Григорьев, Владимир Анатольевич (68) — советский футболист (ЦСКА), мастер спорта СССР (1974)[114].
- Долгоруков, Владислав Александрович (75) — советский и российский актёр, заслуженный артист РСФСР (1986)[115].
- Земзарис, Улдис (94) — советский и латвийский художник, писатель и сценограф[116].
- Коппенс, Ив[фр.] (87) — французский антрополог и палеонтолог[117].
- Леан, Дануза[порт.] (88) — бразильская киноактриса, журналистка и писательница[118].
- Нильссон, Йонни (79) — шведский конькобежец, чемпион зимних Олимпийских игр 1964 года в Инсбруке[119].
- Сёуэ, Герд Грёнволл[норв.] (92) — норвежский писатель[120].
- Столар, Берни[англ.] (75) — американский бизнесмен, президент Mattel (1999—2005)[121].
- Тармак, Юри Аадувич (75) — советский легкоатлет, чемпион летних Олимпийских игр 1972 года в Мюнхене[122].
- Верхогляд, Андрей Леонидович (27) — украинский военнослужащий, майор, участник российско-украинской войны, Герой Украины (2022, посмертно); погиб в бою.

## 21 июня

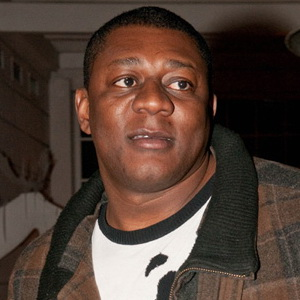
Пьер Нарцисс

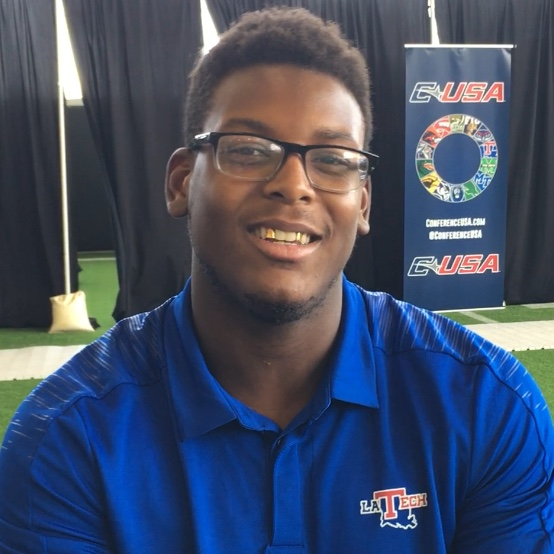
Джейлон Фергюсон

- Бартер, Питер[англ.] (82) — государственный деятель Папуа Новой Гвинеи, губернатор Маданга (1997—2002)[123].
- Ван дер Валс, Йоан[англ.] (102) — нидерландский физик[93].
- Дорохин, Владислав Александрович (21) — российский военный, матрос ВМФ РФ, Герой России (2022, посмертно), участник российско-украинской войны; погиб в бою[124].
- Кавалли, Патриция (75) — итальянская поэтесса[125].
- Кейн, Арти[англ.] (93) — американский пианист, композитор и дирижёр[126].
- Куценко, Геннадий Иванович (77) — российский гигиенист, академик РАМН (2002—2013), академик РАН (2013)[127].
- Поль, Биргит[нем.] (68) — немецкая спортсменка, чемпионка Паралимпийских игр 1996 года в Атланте и 2000 года в Сиднее[128].
- Пьер Нарцисс (45) — российский певец камерунского происхождения[129].
- Рейдо, Джеймс[англ.] (90) — американский актёр, драматург и композитор, лауреат премии «Грэмми» (1966)[130].
- Саликас, Никос[англ.] (81) — греческий политик, депутат Парламента (1989—1993)[131].
- Смирнов, Георгий Гаврилович (86) — советский футболист[132].
- Томич, Драган (86) — югославский и сербский политический деятель, исполняющий обязанности Президента Союзной Республики Югославия (1997)[133].
- Умалатов, Алипаша Джалалович (95) — советский партийный и государственный деятель, председатель президиума Верховного Совета Дагестанской АССР (1978—1987)[134].
- Фергюсон, Джейлон (26) — игрок в американский футбол («Балтимор Рэйвенс»)[135].
- Шкарван, Ярослав[чеш.] (78) — чехословацкий гандболист, серебряный призёр летних Олимпийских игр 1972 года в Мюнхене[136].

## 20 июня

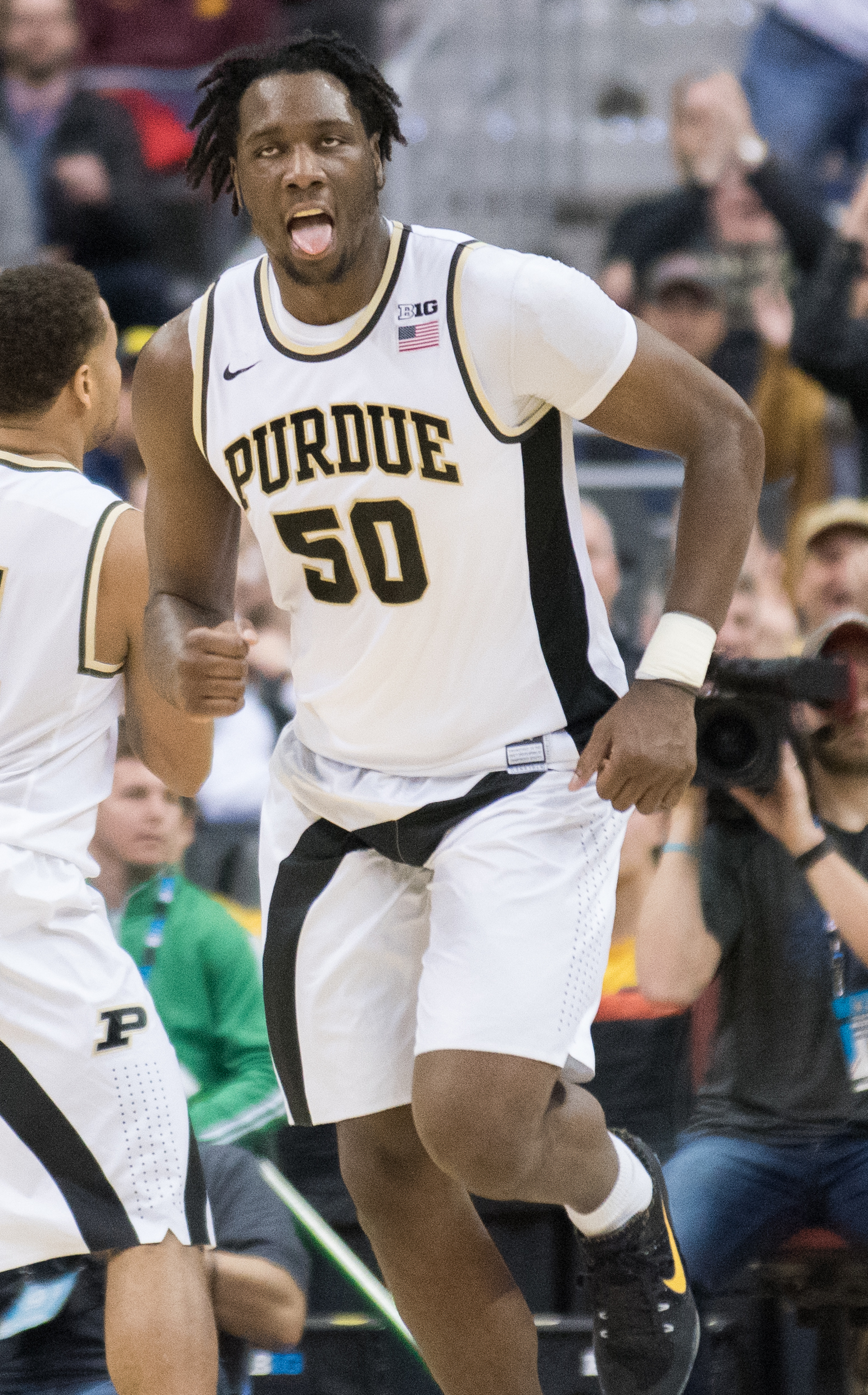
Калеб Суониган

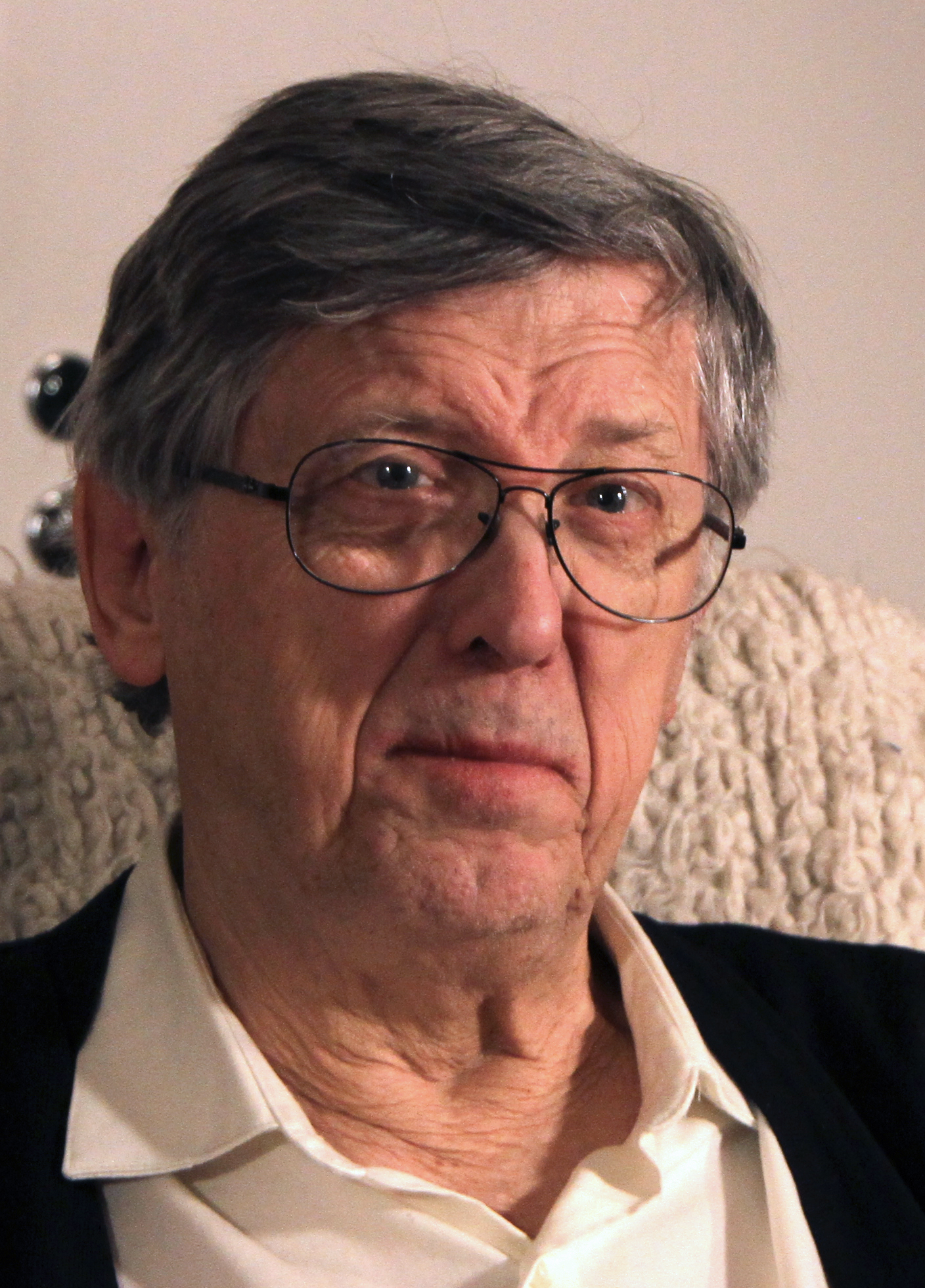
Магнус Юнгрен

- Адомайтис, Регимантас (85) — советский и литовский актёр театра и кино, народный артист СССР (1985)[137].
- Аллен, Стуре[швед.] (93) — шведский лингвист, постоянный секретарь Шведской академии[138].
- Бардин, Джеймс (83) — американский физик, член Национальной академии наук США (2012)[139].
- Белицкий, Тадеуш[пол.] (90) — польский антрополог, действительный член Польской академии наук (1994)[140].
- Бонет-и-Арменгол, Жорди[исп.] (97) — испанский каталонский архитектор, руководитель строительства Саграды Фамилии (1985—2012)[141].
- Валящик, Юзеф[пол.] (102) — польский бизнесмен Праведник народов мира (2002)[142].
- Зильберман, Павел Григорьевич (78) — советский и российский архитектор[143].
- Нюшков, Валентин Александрович (47) — абхазский историк и кавказовед[144].
- О’Риордан, Томас[англ.] (84) — ирландский легкоатлет (бег на длинные дистанции), участник летних Олимпийских игр 1964 года в Токио[145].
- Павлова, Лия Иосифовна (87) — советский и российский архитектор, профессор МГСУ[146].
- Пеллиццари, Джанмарио[итал.] (77) — итальянский политик, депутат Палаты депутатов (1976—1992)[147].
- Салаев, Эльдар Юнис оглы (88) — советский и азербайджанский физик, президент Академии наук Азербайджана (1983—1997)[148].
- Суониган, Калеб (25) — американский профессиональный баскетболист[149].
- Сюн Цинцюань[кит.] (94) — китайский государственный деятель, губернатор Хунани (1985—1989)[150].
- Тишин, Николай Петрович (85) — советский партийный и политический деятель, председатель исполнительного комитета Ямало-Ненецкого окружного Совета народных депутатов (1979—1988)[151].
- Храмов, Константин Константинович (55) — российский государственный и политический деятель, председатель правительства Волгоградской области (2012—2013), председатель правительства Республики Кабардино-Балкария (2013—2014)[152].
- Эквилуц, Курт[нем.] (93) — австрийский оперный певец (классический тенор)[153].
- Юнггрен, Магнус (79) — шведский литературовед, славист, переводчик, журналист[154].
- Карватко, Богдан Владиславович (28) — украинский военнослужащий, майор, участник российско-украинской войны, Герой Украины (2022, посмертно); погиб в бою.

## 19 июня

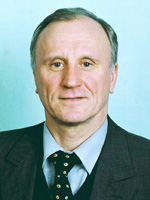
Геннадий Бурбулис

- Бурбулис, Геннадий Эдуардович (76) — российский государственный деятель, государственный секретарь РСФСР и первый заместитель председателя Правительства Российской Федерации (1991—1992), депутат Государственной думы (1994—2000), член Совета Федерации (2001—2007)[155].
- Васкон, Луиджино[итал.] (65) — итальянский политик, депутат Палаты депутатов (1996—2006)[156].
- Гарсия Перес, Хосе[исп.] (86) — испанский писатель и депутат парламента Испании[157].
- Грейнджер, Колин[англ.] (89) — английский футболист, игрок национальной сборной[158].
- Дик, Вим[нидерл.] (83) — нидерландский государственный деятель, министр экономики (1981—1982)[159].
- Доброхотова, Ольга Ивановна (87) — советский и российский музыковед и телеведущая[160].
- Локин, Ян[нидерл.] (77) — нидерландский профессор права, член Королевской академии наук и искусств Нидерландов (2002)[161].
- Ноздрачёв, Александр Данилович (90) — советский и российский нейрофизиолог, профессор (1977), академик РАН (1997)[162].
- Пацунов, Валерий Петрович[укр.] (83) — советский и украинский театральный режиссёр, заслуженный деятель искусств Украины (1992)[163].
- Рэй, Кэрол[англ.] (99) — британская и австралийская актриса[164].
- Таггл, Бретт[англ.] (70) — американский рок-музыкант[165].

## 18 июня

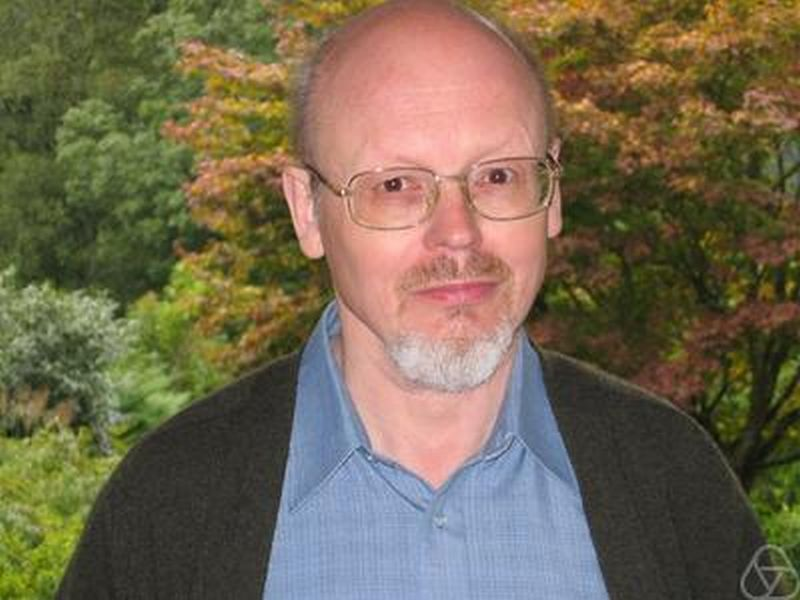
Алексей Паршин

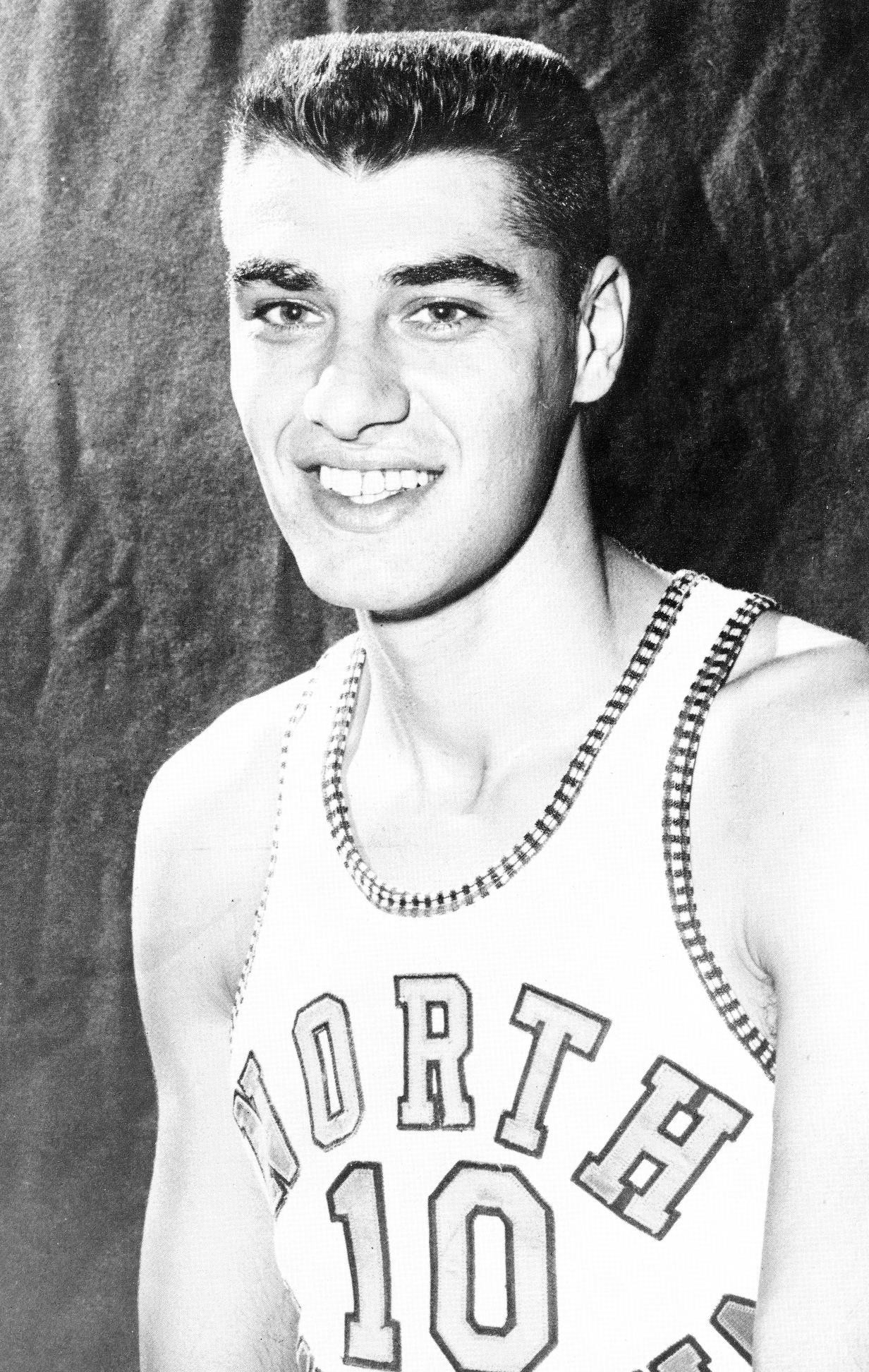
Ленни Розенблют

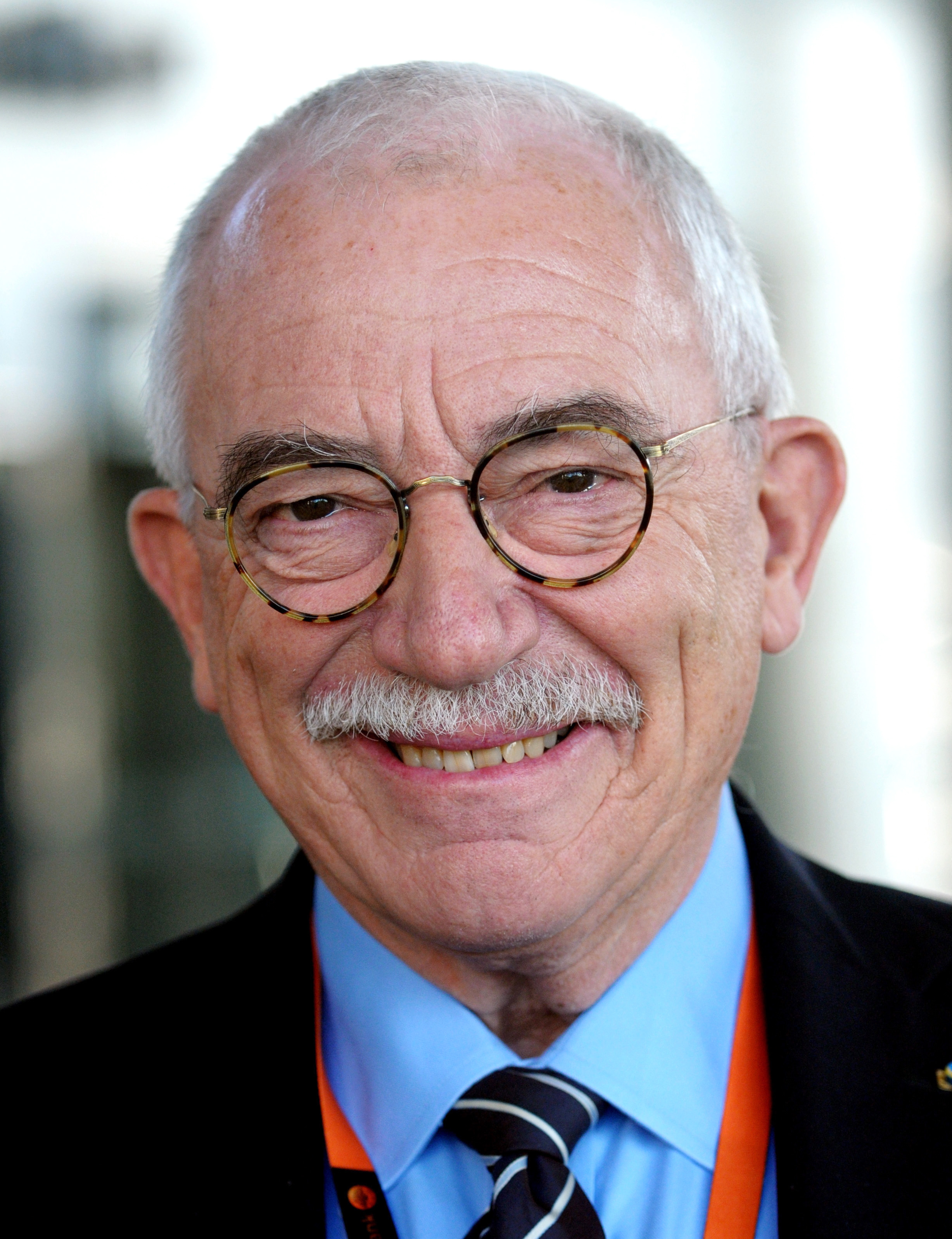
Уффе Эллеманн-Енсен

- Адиба Нур[англ.] (51) — малайзийская актриса и певица[166].
- Бадер, Ханс-Дитер[нем.] (84) — немецкий оперный певец (тенор)[167].
- Бучучану, Юлия[рум.] (90) — румынская оперная певица (меццо-сопрано)[168].
- Канушкин, Анатолий Сергеевич (85) — советский и российский художник и искусствовед[169].
- Маркин, Николай Александрович (100) — советский и российский кинохудожник, заслуженный художник Российской Федерации (1992)[170].
- Паршин, Алексей Николаевич (79) — советский и российский математик, академик РАН (2011)[171].
- Пруэнса, Нелсон[порт.] (71) — бразильский политик, депутат Палаты депутатов Бразилии (1991—2011)[172].
- Розенблют, Ленни (89) — американский баскетболист[173].
- Сарр, Мамаду[фр.] (83) — сенегальский легкоатлет (спринтерский бег), участник летних Олимпийских игр 1968 года в Мехико[174].
- Саттон, Энн (79) — британский историк, медиевист[175].
- Сервантес Передо, Давид[исп.] (62) — мексиканский политик, депутат Палаты депутатов (1997—2000)[176].
- Суарис, Илка[порт.] (89) — бразильская киноактриса и модель[177].
- Фиорентини, Джованни (74) — итальянский ядерный физик, профессор[178].
- Шмидт, Вильма[англ.] (95) — немецкая оперная певица (сопрано)[179].
- Цильке, Эрих (85) — восточно-германский дзюдоист[180].
- Экстрём, Анита (79) — шведская актриса[181].
- Эллеманн-Енсен, Уффе (80) — датский государственный деятель, министр иностранных дел (1982—1993)[182].
- Эни, Рене-Николя[фр.] (87) — французский писатель[183].
- Эфтимеску, Константин[англ.] (70) — румынский футболист[184].

## 17 июня

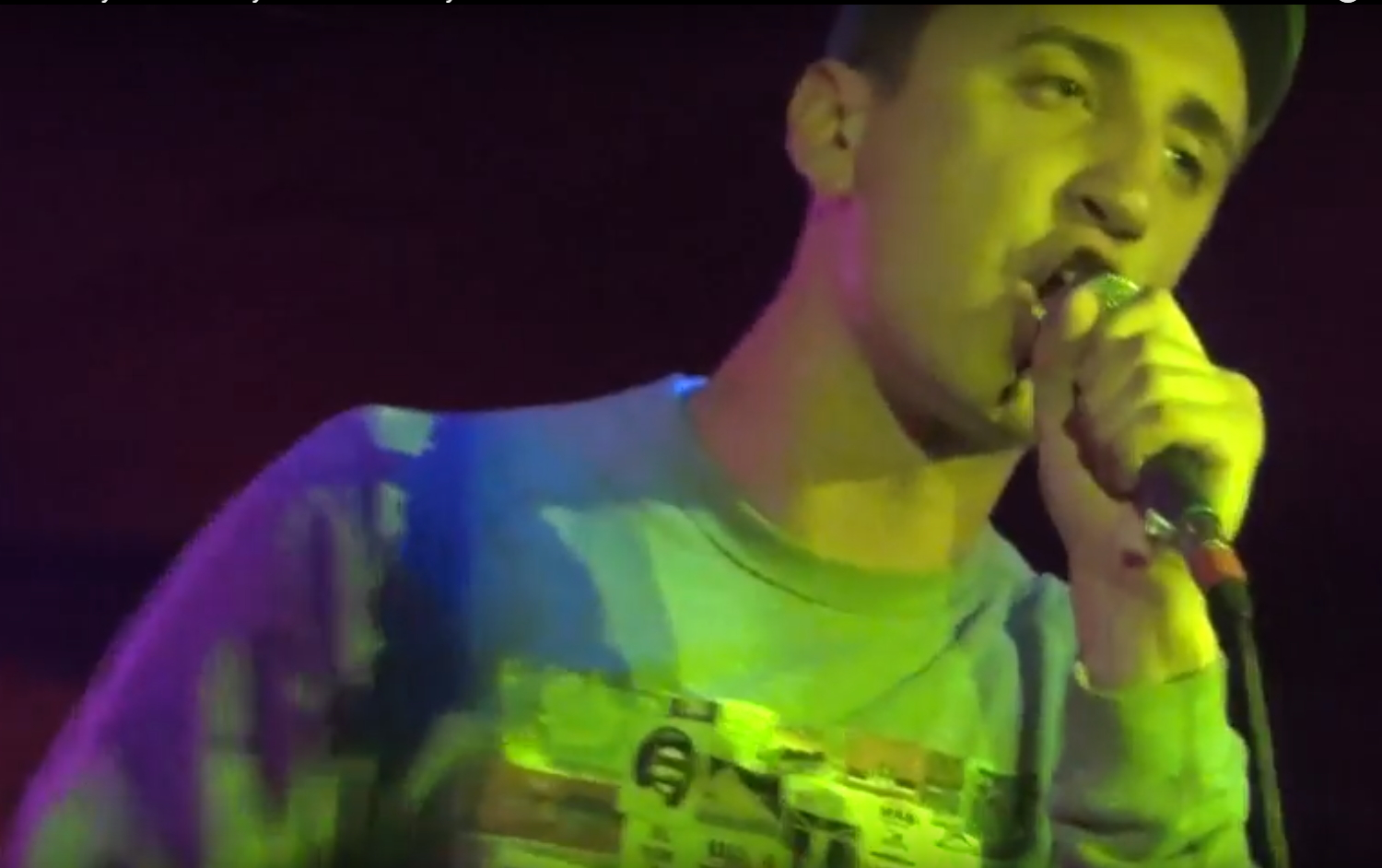
Саша Скул

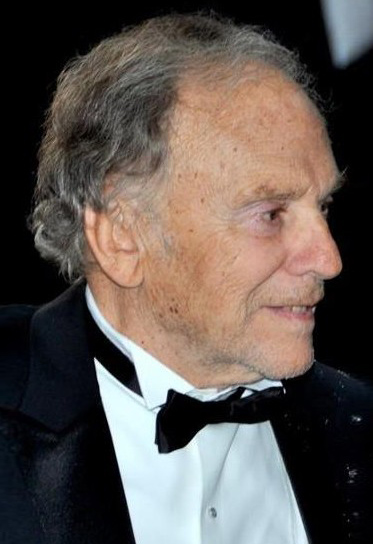
Жан-Луи Трентиньян

- Абдуллаев, Музамиль Имран оглы (81) — советский и азербайджанский винодел, министр сельского хозяйства и продовольствия Азербайджана (1993—1994)[185].
- Валентик, Александр Иванович (86) — карельский поэт, журналист, радиоведущий, заслуженный работник культуры Российской Федерации (1997)[186].
- Канета, Эйко[итал.] (79) — японский политик, депутат Палаты представителей Японии (1993—2005)[187].
- Карраро, Флавио Роберто[итал.] (90) — итальянский католический прелат, епископ Вероны (1998—2007)[188].
- Конорев, Александр Владимирович (37) — российский военный, младший сержант, Герой России (2022, посмертно), участник российско-украинской войны; погиб в бою[189]
- Маунтфорд, Джон[англ.] (88) — австралийский политик, депутат Палаты представителей Австралии (1980—1990)[190].
- Приедкалнс, Янис (88) — латвийский анатом-гистолог-эмбриолог и политик, академик Латвийской академии наук, профессор университетов многих стран, посол Латвии в ООН (1997—2001) и представитель в Совете Европы[191].
- Саша Скул (33) — российский рэпер[192].
- Симармата В. Т. П.[англ.] (67) — индонезийский политик, депутат Совет представителей регионов (с 2019)[193].
- Ступица, Марленка[словен.] (94) — словенский книжный иллюстратор[194].
- Томчак-Егерман, Николь[англ.] (77) — канадский математик, член Королевского общества Канады (1996)[195].
- Трентиньян, Жан-Луи (91) — французский актёр, режиссёр и сценарист[196].
- Уильямс, Кен (83) — американский певец, автор песен и продюсер[197].
- Уритеску, Валентин[рум.] (81) — румынский актёр[198].
- Феррухи, Сид Ахмед[фр.] (54) — алжирский государственный деятель, министр рыбного хозяйства и рыбных ресурсов (2012—2016, 2020—2021), министр сельского хозяйства (2015—2016)[199].
- Чжан Сыцин (89) — китайский государственный деятель, генеральный прокурор КНР (1993—1998)[200].

## 16 июня

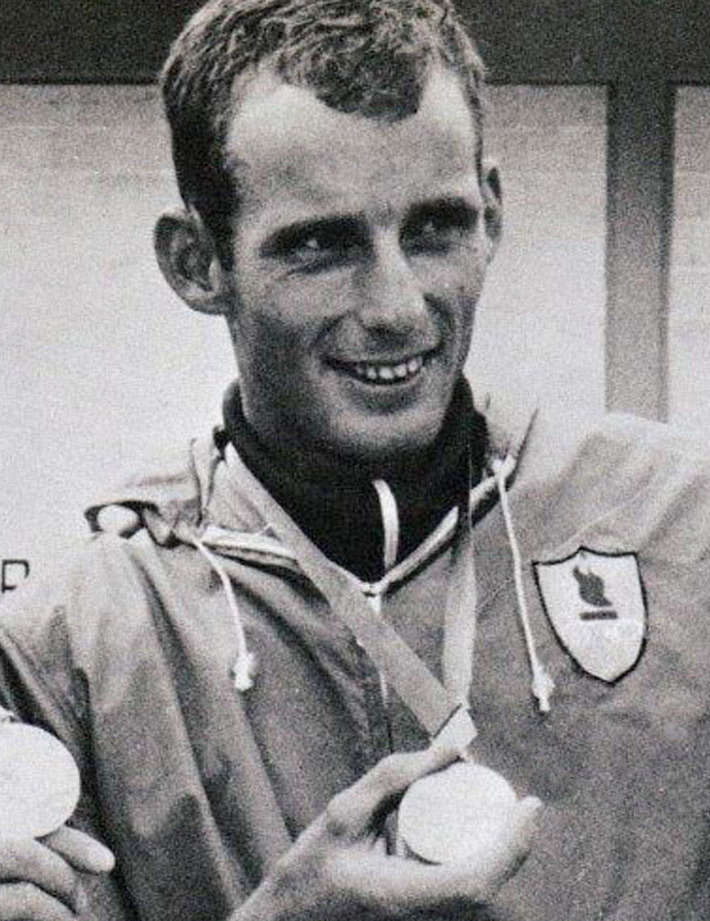
Стейнар Амундсен

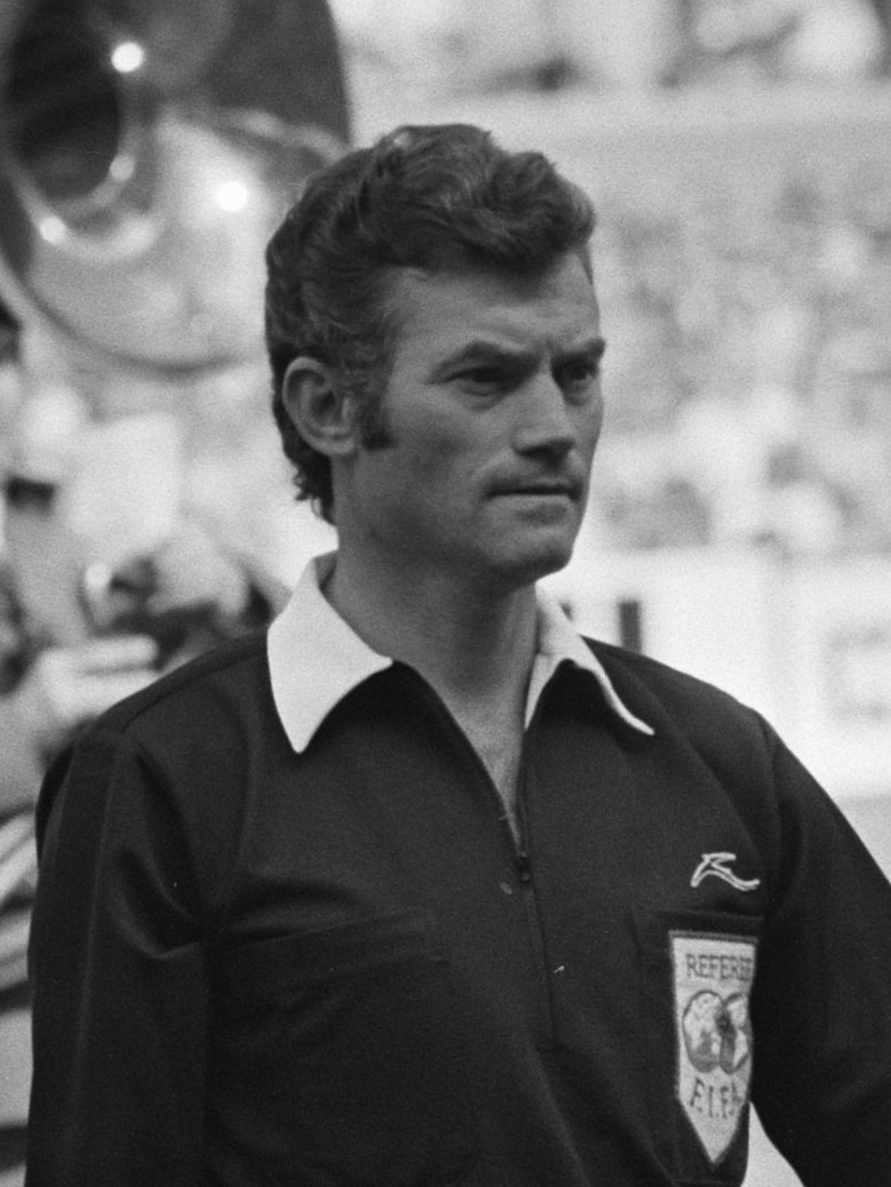
Тони Бошкович

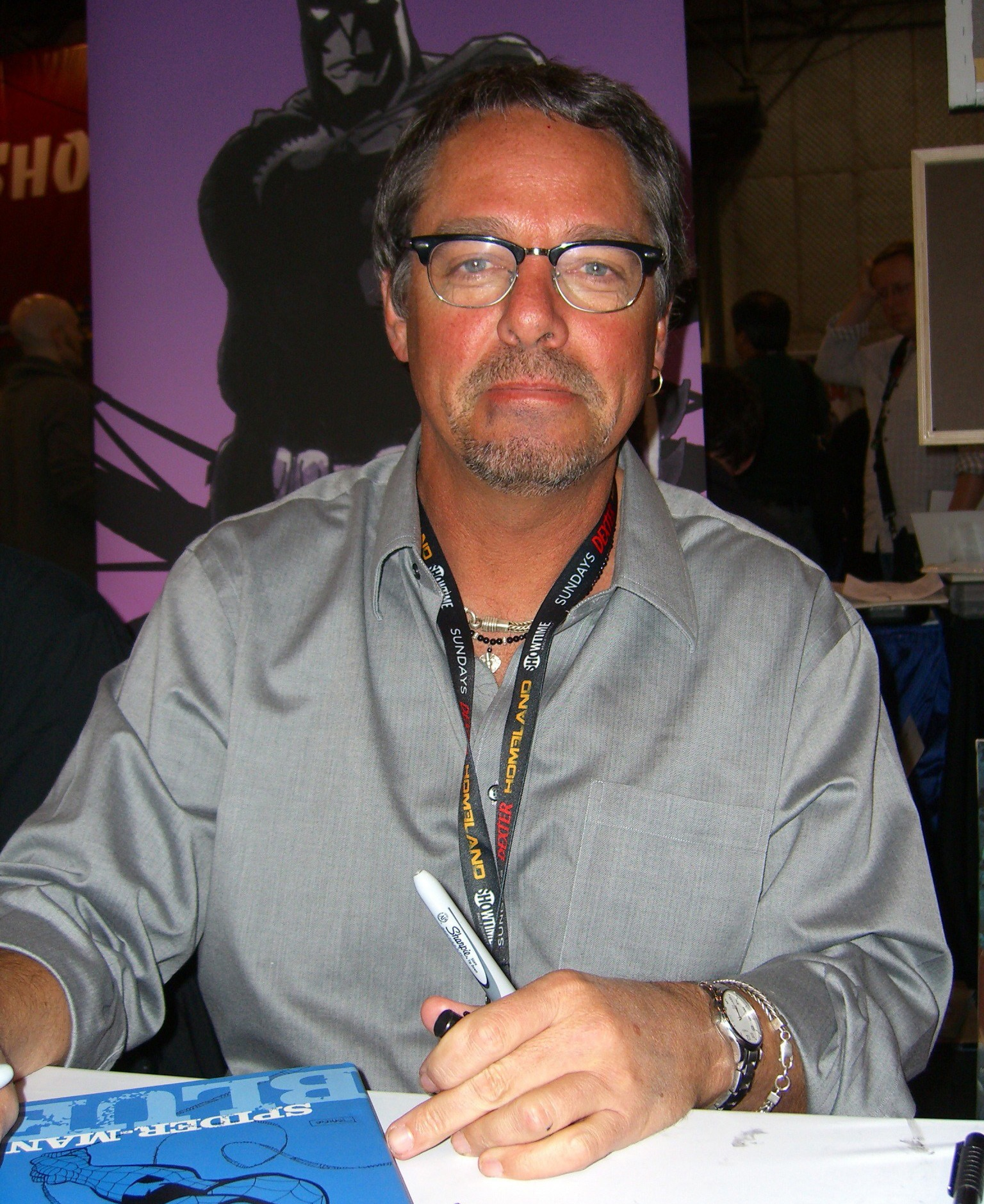
Тим Сейл

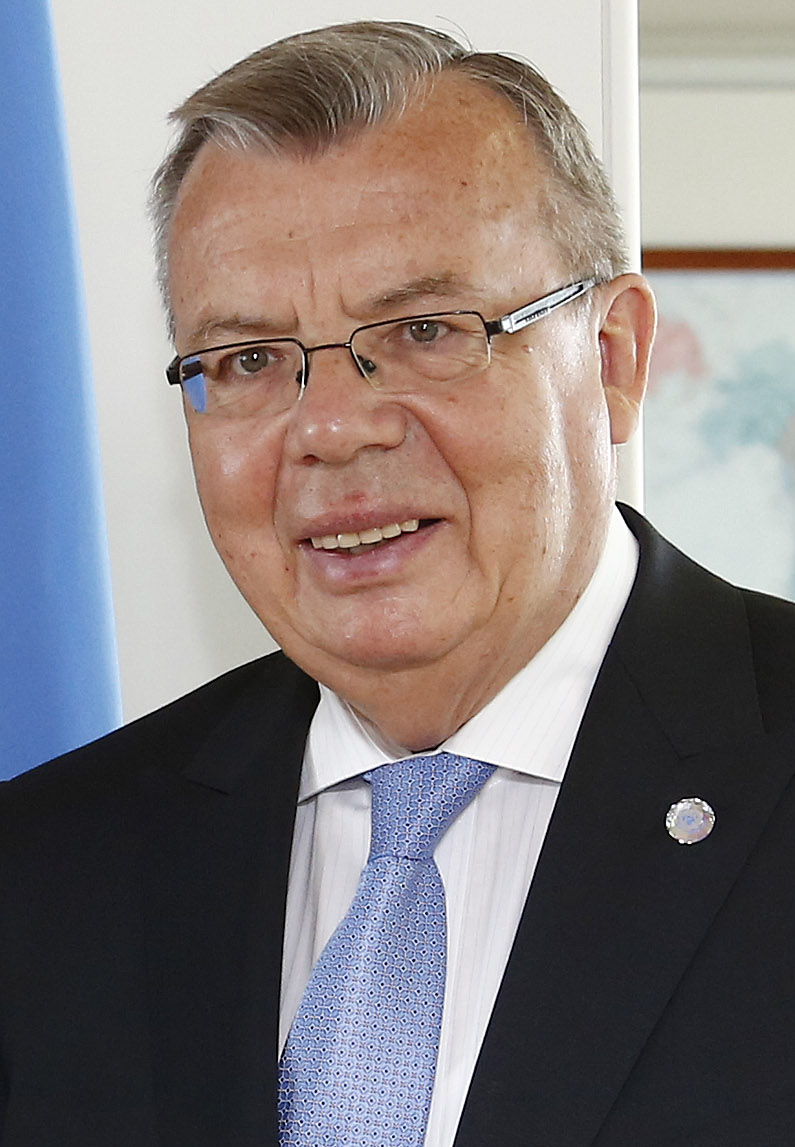
Юрий Федотов

- Алексеевич, Фёдор Павлович (88) — советский передовик производства, шлифовщик Минского подшипникового завода, Герой Социалистического Труда (1960)[201].
- Амундсен, Стейнар (76) — норвежский гребец-байдарочник, чемпион летних Олимпийских игр в Мехико (1968)[202].
- Аса, Ивонн[исп.] (83) — доминиканская оперная певица (сопрано)[203].
- Барриос, Артигас[исп.] (84) — уругвайский политик; интендант департамента Роча (2005—2015)[204].
- Бошкович, Тони (89) — австралийский футбольный судья[205].
- Гарсия Кастани, Хосе Пабло (73) — испанский футболист («Барселона»)[206].
- Дал, Мария Лусия[порт.] (80) — бразильская киноактриса[207].
- Давид-Вейль, Мишель[англ.] (89) — американский банкир, председатель Lazard (1977—2001)[208].
- Лулеску, Александру[рум.] (90) — румынский актёр[209].
- Монтеро Морено, Антонио[исп.] (93) — испанский католический прелат; епископ Бадахоса (1980—1994), архиепископ Мериды-Бадахоса (1994—2004)[210].
- Овакимян, Бахтияр Марданович[арм.] (96) — советский и армянский филолог, театровед и библиограф[211].
- Савка, Орест Иванович[укр.] (83) — советский и украинский театральный режиссёр, актёр и сценарист, заслуженный деятель искусств Украины[212].
- Сега, Витторио[итал.] (87) — итальянский политик, сенатор (1979—1987)[213].
- Сейл, Тим (66) — американский художник комиксов[214].
- Федотов, Юрий Викторович (74) — советский и российский дипломат, посол России в Великобритании (2005—2010)[215].

## 15 июня

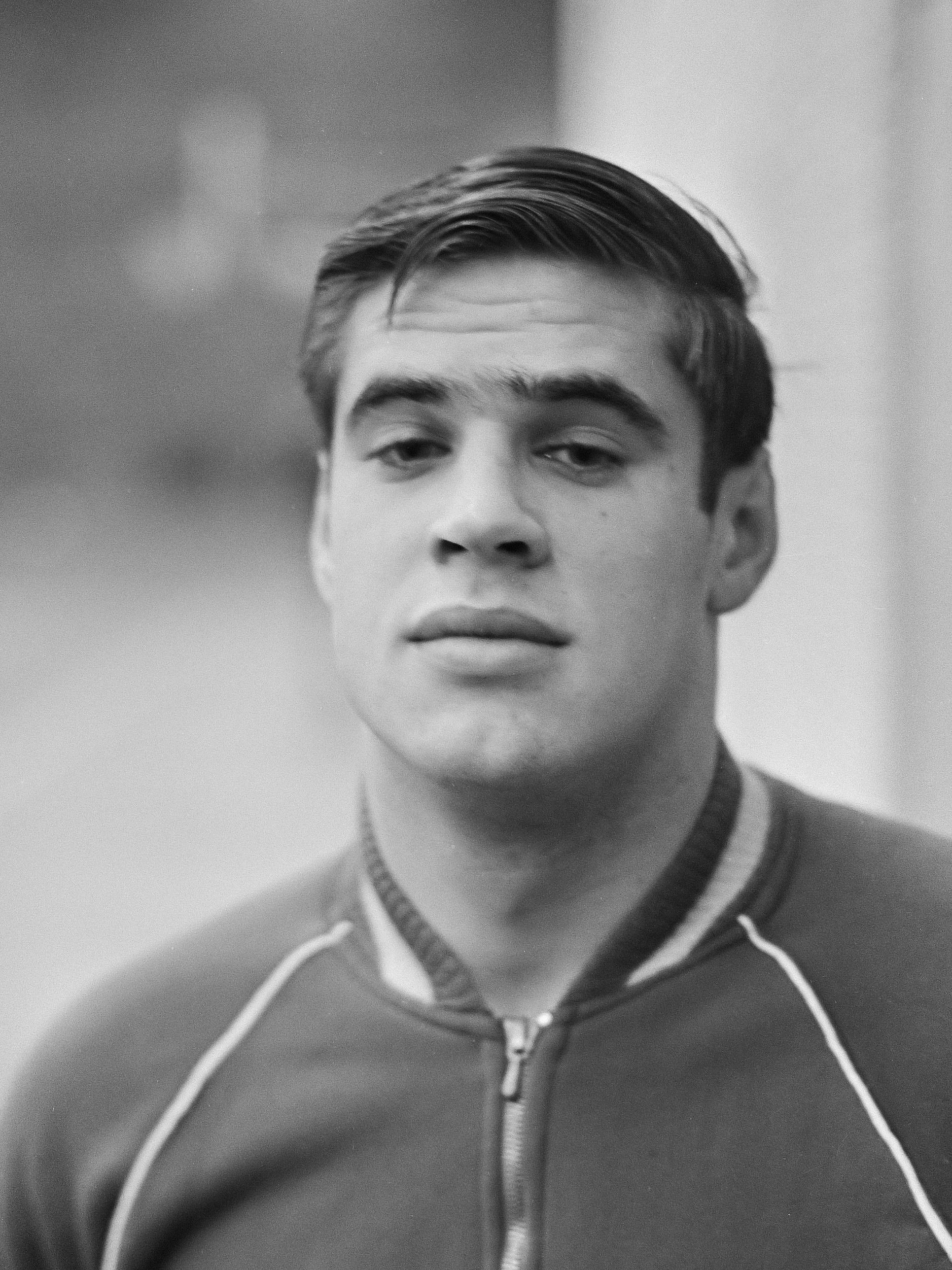
Ян Клейньян

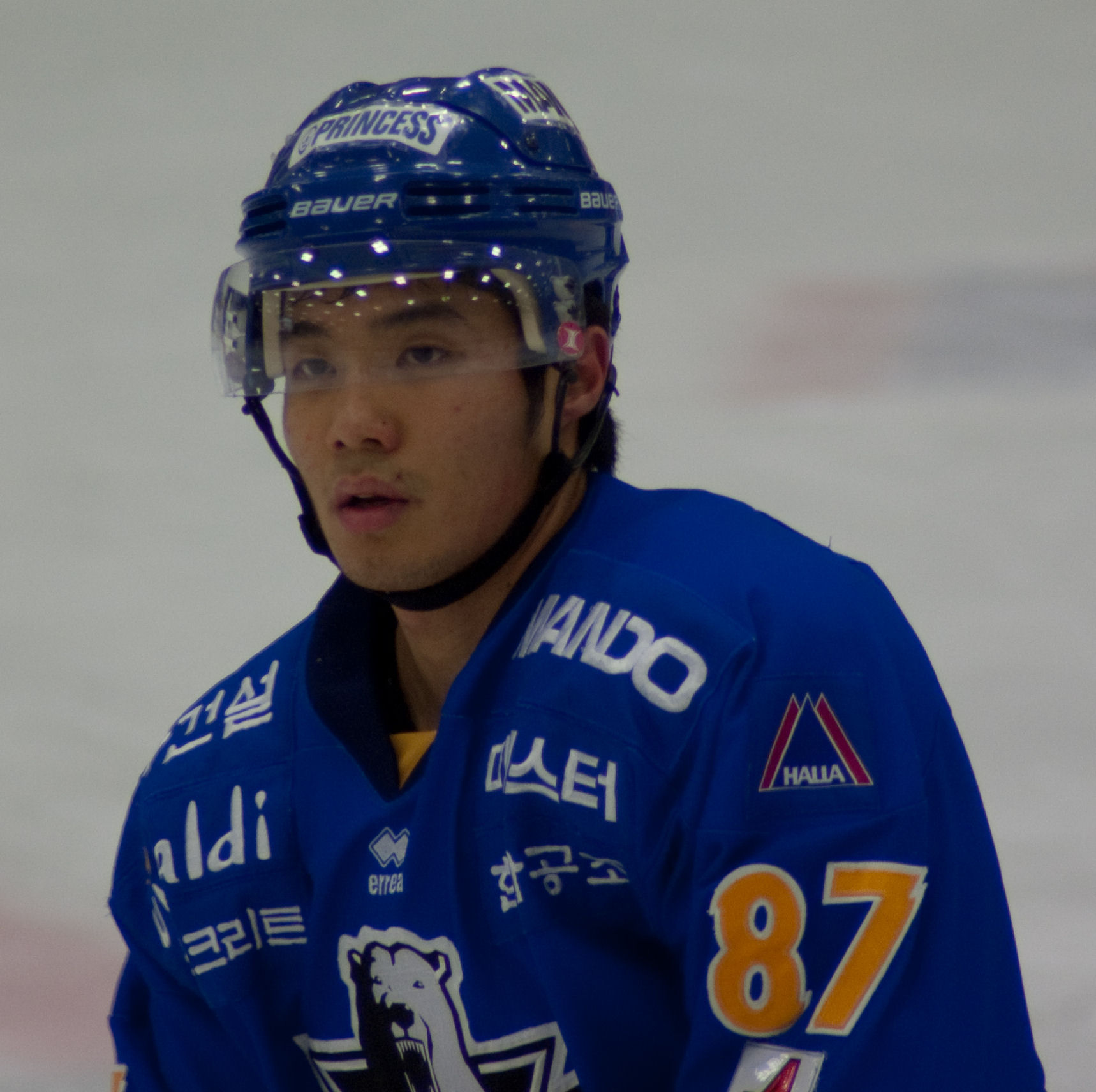
Чо Мин Хо

- Артур, Морин[англ.] (88) — американская киноактриса[216].
- Бассин, Борут[словен.] (77) — словенский баскетболист, серебряный призёр чемпионата мира в составе сборной Югославии (1967)[217].
- Вина, Сикота[англ.] (90) — замбийский государственный деятель, министр здравоохранения (1964), министр информации, телерадиовещания и туризма (1968—1973)[218].
- Клейньян, Ян (77) — нидерландский футболист, игрок национальной сборной[219].
- Мавлютова, Мунавара Габдракиповна (98) — советский и российский детский хирург, доктор медицинских наук (1979), профессор (1980)[220].
- Морисаки, Кадзуэ[англ.] (95) — японская писательница и поэтесса[221].
- Нозьер, Филипп (90) — французский физик, член Французской академии наук (1981)[222].
- Сколник, Арнольд[англ.] (85) — американский художник-график[223].
- Соцков, Лев Филиппович (90) — советский и российский разведчик, генерал-майор; самоубийство[224].
- Табанин, Владимир Игнатьевич (87) — советский и российский художник, заслуженный художник РСФСР[225].
- Чжан Вэньи[англ.] (73) — тайваньский политик, депутат Законодательного Юаня (1993—2002)[226].
- Чо Мин Хо (35) — южнокорейский хоккеист[227].

## 14 июня

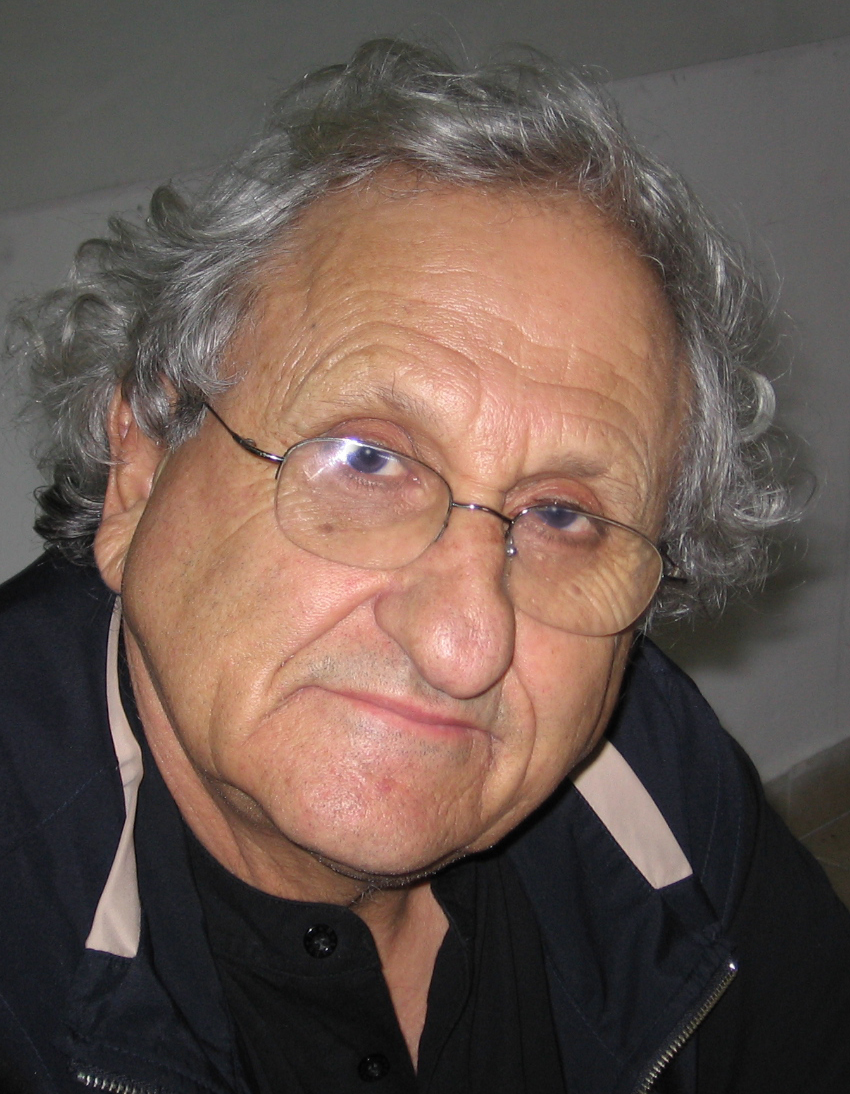
Авраам Иегошуа

- Барджас, Абд аль-Карим[англ.] — иракский государственный деятель, губернатор Анбара (2003—2004)[228].
- Васютин, Виктор Фёдорович (86) — советский и российский хореограф, заслуженный работник культуры РСФСР (1968)[229].
- Диас Мерчан, Габино[исп.] (96) — испанский католический прелат, архиепископ Овьедо (1969—2002)[230].
- Иегошуа, Авраам Були (85) — израильский писатель[231].
- Клапка, Далимил[чеш.] (89) — чехословацкий и чешский актёр[232].
- Кульберг, Юхан[швед.] (88) — шведский психоаналитик и писатель[233].
- Мацкевич, Александр[пол.] (77) — польский государственный деятель, министр внутреннего рынка (1989—1991)[234].
- Мусаев, Халил Магомедович[значимость?] (48) — российский комедийный актёр, участник команды КВН «Махачкалинские бродяги»[235].
- Риго, Ондржей (66) — чехословацкий серийный убийца.
- Степанов, Владимир Севастьянович (95) — советский дипломат и партийный деятель, посол в Финляндии (1973—1979), первый секретарь Карельского обкома КПСС (1984—1989)[236].
- Уилсон, Дейви (83) — шотландский футболист и футбольный тренер[237].
- Уитберн, Джоэл[англ.] (82) — американский историк музыки и публицист[238].

## 13 июня

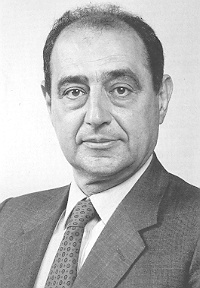
Джузеппе Перику

- Анангоно, Франклин[англ.] (47) — эквадорский футболист[239].
- Гарсен, Анри[фр.] (94) — бельгийский киноактёр[240].
- Котанджян, Рафаэль Артёмович (79) — советский и армянский актёр театра и кино, народный артист Армении (2003)[241].
- Кэмпбелл, Ноэль[англ.] (72) — ирландский футболист, игрок национальной сборной[242].
- Ламбраки-Плака, Марина[греч.] (83) — греческий историк и археолог, директор Афинской национальной художественной галереи (с 1992 года)[243].
- Михайлов, Анатолий Аркадьевич (85) — советский легкоатлет (бег с барьерами), бронзовый призёр Олимпийских игр 1964 года в Токио[244].
- Ортис, Карлос[англ.] (85) — пуэрто-риканский боксёр[245].
- Перику, Джузеппе (84) — итальянский политический деятель, член Палаты депутатов (1994—1996), мэр Генуи (1997—2007)[246].
- Плюснин, Александр Николаевич (72) — советский военный деятель, участник штурма дворца Амина[247].
- Серрано, Роландо (83) — колумбийский футболист, игрок национальной сборной, участник чемпионата мира ( 1962))[248].
- Хайдльмайр, Терезия[нем.] (66) — австрийский политик, депутат Национального совета Австрии (1994—2008)[249].
- Чанд, Хари[англ.] (69) — индийский стайер, участник Олимпийских игр (1976, 1980)[250].
- Чоговадзе, Гоча Георгиевич (81) — советский и грузинский учёный и дипломат, академик НАН Грузии (1993), посол Грузии во Франции и Испании (1994—2004), почётный зарубежный член РАХ (2005)[251].
- Шарапа, Виктор Фёдорович (86) — советский и украинский историк, кандидат исторических наук (1969), профессор (1992)[252] .

## 12 июня

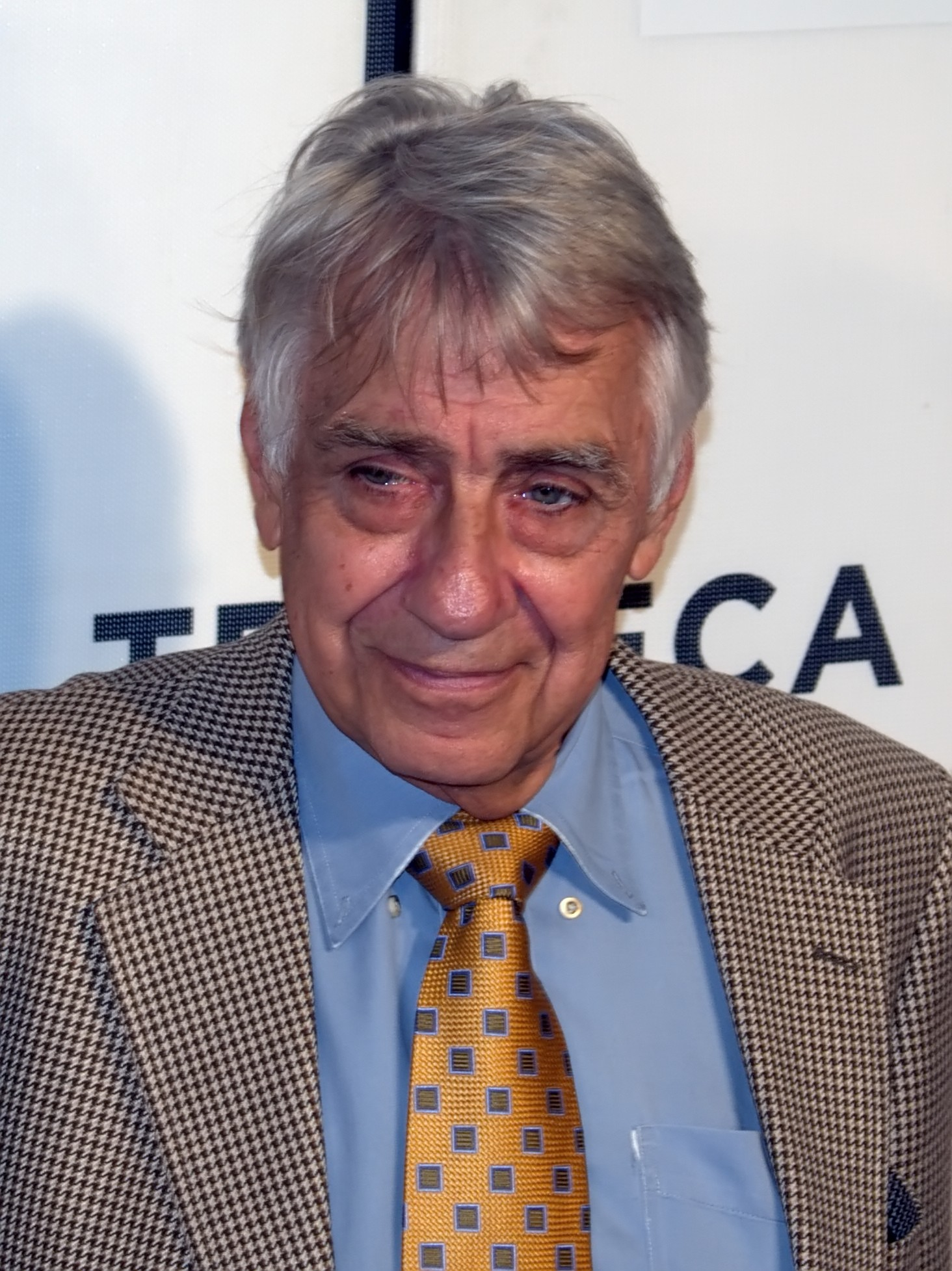
Филип Холл

- Бунка, Роман[нем.] (70) — немецкий гитарист и композитор[253].
- Ватанабэ, Мицугу[англ.] (94) — японский политик, депутат Палаты представителей Японии (1979—1983)[254].
- Виллен, Жак[фр.] (68) — французский физик, член Французской академии наук (2000)[255].
- Войнич, Станислав Владиславович[значимость?] (48) — российский актёр кино и дубляжа[256].
- Ким Хак Сон[англ.] (69) — южнокорейский политик, депутат Национального собрания Республики Корея (2000—2012)[257].
- Лембрух, Герхард[нем.] (94) — немецкий политолог[258].
- Лопес, Хельга[нем.] (69) — немецкий политик, депутат Бундестага (2005—2009)[259].
- Фиш, Роберт О.[англ.] (97) — венгерский и американский педиатр, писатель и художник[260].
- Хампель, Адольф (88) — немецкий богослов[261].
- Холл, Филип Бейкер (90) — американский актёр[262].
- Юй Чунвэнь[кит.] (98) — китайский геохимик, член Китайской академии наук (1995)[263].

## 11 июня

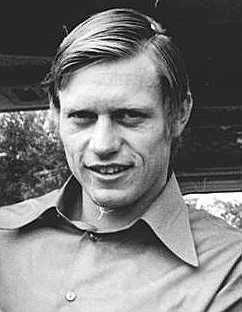
Бернд Бранш

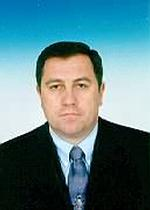
Юрий Мамонов

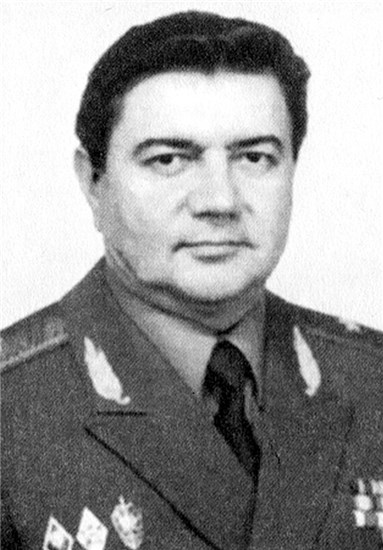
Виталий Прилуков

- Бранш, Бернд (77) — восточногерманский футболист, олимпийский чемпион (1976)[264].
- Дудинский, Игорь Ильич (75) — советский и российский журналист[265].
- Мамонов, Юрий Васильевич (64) — российский политический деятель и предприниматель, депутат Государственной думы (2000—2003)[266].
- Мандхро, Сикандар Али[англ.] (78) — пакистанский политический деятель, сенатор (с 2018 года)[267].
- Пискарскас, Альгис Петрас (79) — литовский учёный в области квантовой электроники, нелинейной оптики и лазерной спектроскопии, действительный член АН Литвы (1996)[268].
- Прилуков, Виталий Михайлович (83) — сотрудник советских органов госбезопасности, начальник УКГБ по Ленинградской области (1987—1989), начальник УКГБ по Москве и Московской области (1989—1991), заместитель председателя КГБ СССР (1991), генерал-лейтенант (1989)[269].
- Ройсе, Петер[нем.] (81) — немецкий актёр и писатель[270].
- Скафем, Питер[англ.] (89) — британский поэт, член Королевского литературного общества (1990)[271].
- Фишер, Станислав[чеш.] (90) — чехословацкий и чешский актёр[272].
- Храпко, Евгений Викторович (37) — украинский военнослужащий, сержант, участник российско-украинской войны, Герой Украины (2023, посмертно); погиб в бою.
- Цыбырнэ, Георгий Андреевич (78) — советский и молдавский онколог, академик Академии наук Молдавии (2007), лауреат Национальной премии (2008)[273].
- Эрсел, Хейн[англ.] (100) — суринамский филолог и культуролог, ректор Суринамского университета имени Антона де Кома (1968—1988), министр образования и общественного развития Суринама (1969)[274].

## 10 июня

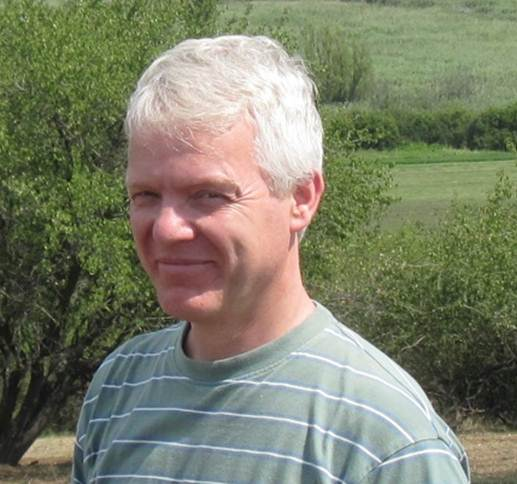
Золтан Дёрнеи

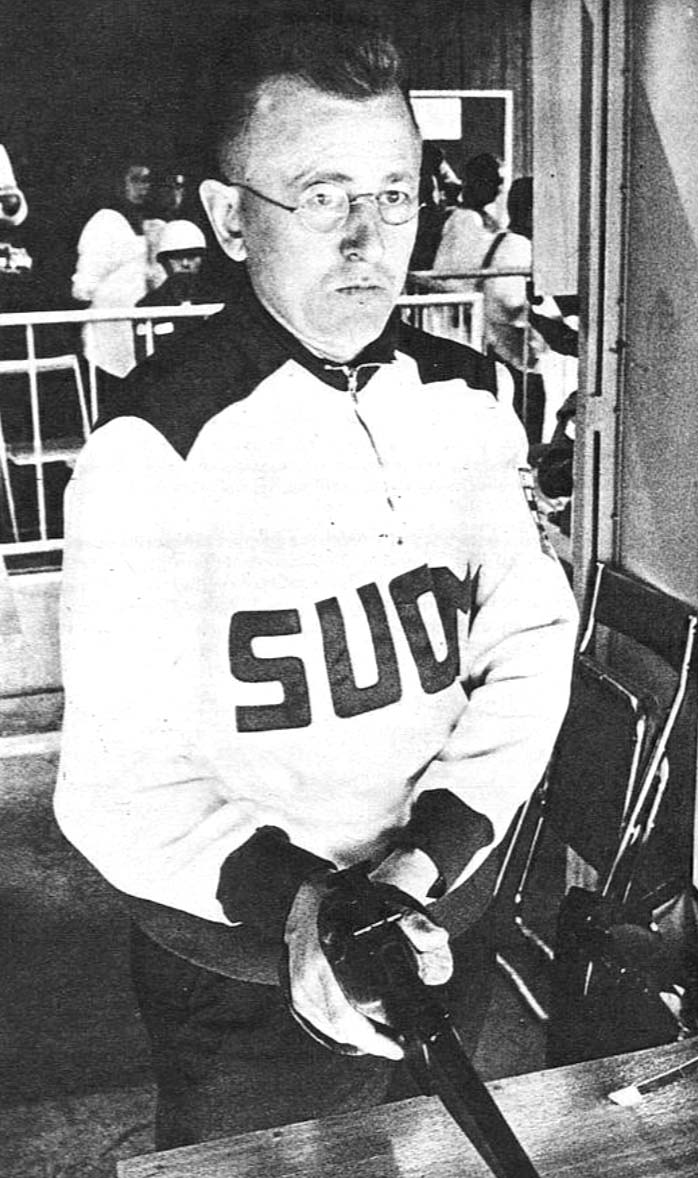
Вяйнё Маркканен

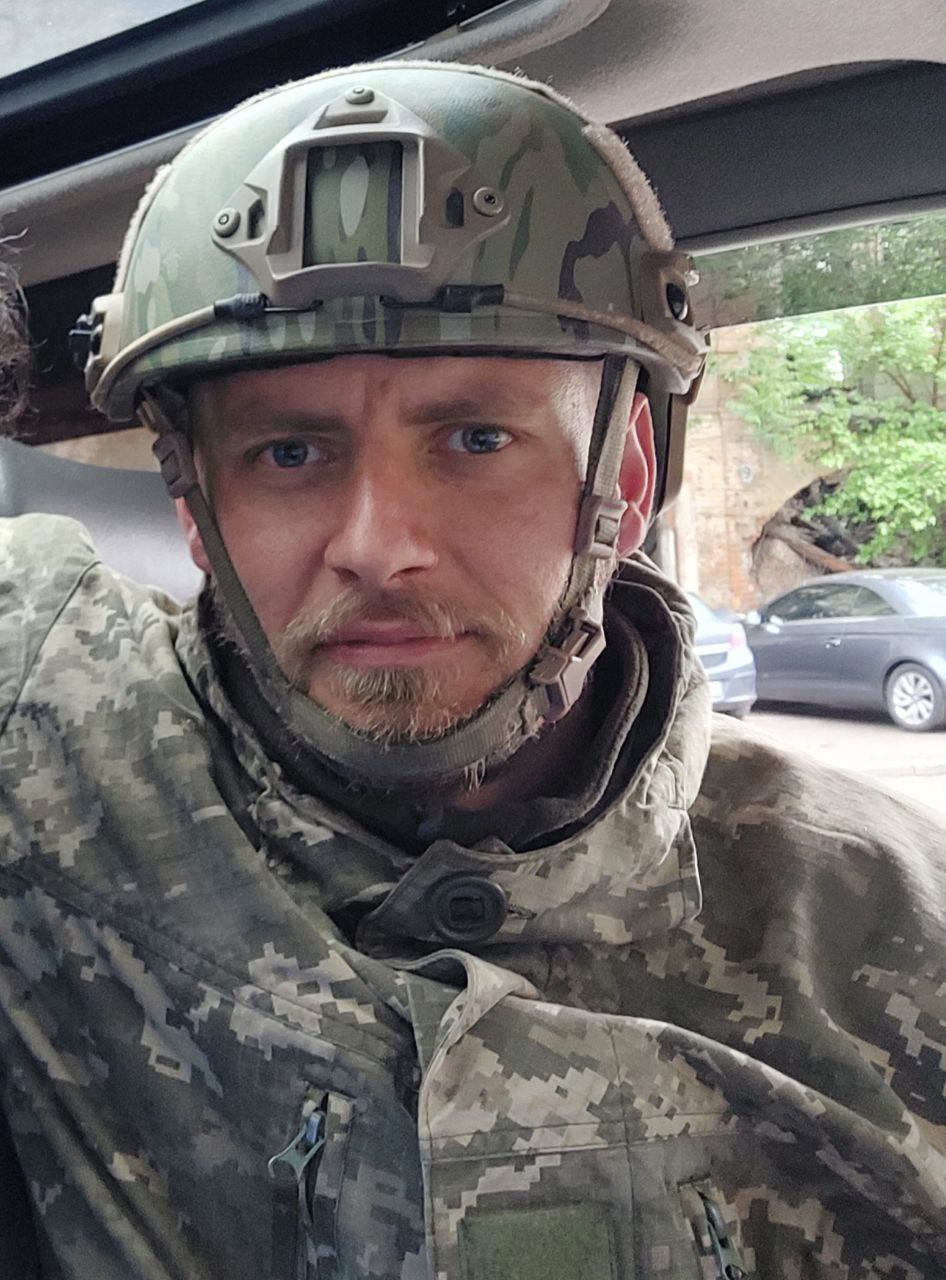
Олег Мороз

- Барт, Жан-Жак[фр.] (85) — французский политик, депутат Национального собрания Франции (1973—1988), член Парламентской ассамблеи Совета Европы (1981—1982)[275].
- Ботезату, Элиза[рум.] (83) — советский и молдавский историк и литературовед[276].
- Варайя, Правин[англ.] (82) — американский инженер-электрик, член Национальной инженерной академии США (1999), член Американской академии искусств и наук (2006); последствия ДТП[277].
- Дёрнеи, Золтан (62) — британский психолингвист[278].
- Дудченко, Николай Григорьевич (78) — советский и белорусский хореограф и режиссёр, заслуженный деятель искусств Республики Беларусь (1999)[279][280].
- Конурбаев, Валихан Сиянбекович (76) — советский и казахстанский политический деятель и дипломат, посол Казахстана в Монголии[281].
- Кузюткин, Владимир Иванович (75) — советский и российский волейбольный тренер, главный тренер женской сборной России (2009—2011, 2017), заслуженный тренер России (2011)[282][283].
- Маркканен, Вяйнё (93) — финский стрелок, олимпийский чемпион (1964) в стрельбе из пистолета на дистанции 50 м[284].
- Мейер, Франсуа[фр.] (88) — французский бригадный генерал, кавалер Большого Креста Ордена Почётного легиона (2020)[285].
- Мороз, Олег Романович (29) — сержант Вооружённых сил Украины, участник российско-украинской войны, Герой Украины (2022)[286].
- Остер, Шэрон[англ.] (73) — американский экономист, декан Йельской школы менеджмента (2008—2011)[287].
- Ла Форджа, Антонио[итал.] (77) — итальянский политический деятель, глава Эмилии-Романьи (1996—1999), депутат Парламента (2006—2013)[288].
- Проссер, Ричард[англ.] (55) — новозеландский политик, депутат Палаты представителей (2011—2017)[289].
- Ротберг, Борис Львович (83) — советский и российский театральный деятель, директор Омского музыкального театра (1990—2017), заслуженный работник культуры России[290].
- Рынковский, Казимеж[пол.] (88) — польский политический деятель, мэр Гданьска (1981—1989)[291].
- Сотирий (Трамбас) (92) — иерарх Константинопольской православной церкви, митрополит Корейский (2004—2008), митрополит Писидийский (с 2008 года)[292].
- Спедалетти, Хорхе Америко (74) — чилийский футболист, игрок национальной сборной[293].
- Тилфорд, Шелби Грант[англ.] (85) — американский атмосферный спектроскопист[294].
- Турпейнен, Аарно[фин.] (51) — финский футболист, игрок национальной сборной[295].
- Хингано, Вилиами[англ.] (47) — тонганский государственный деятель, министр сельского хозяйства, продовольствия и лесного хозяйства (с 2021 года)[296].
- Хоуп, Бобби (78) — шотландский футболист[297].

## 9 июня

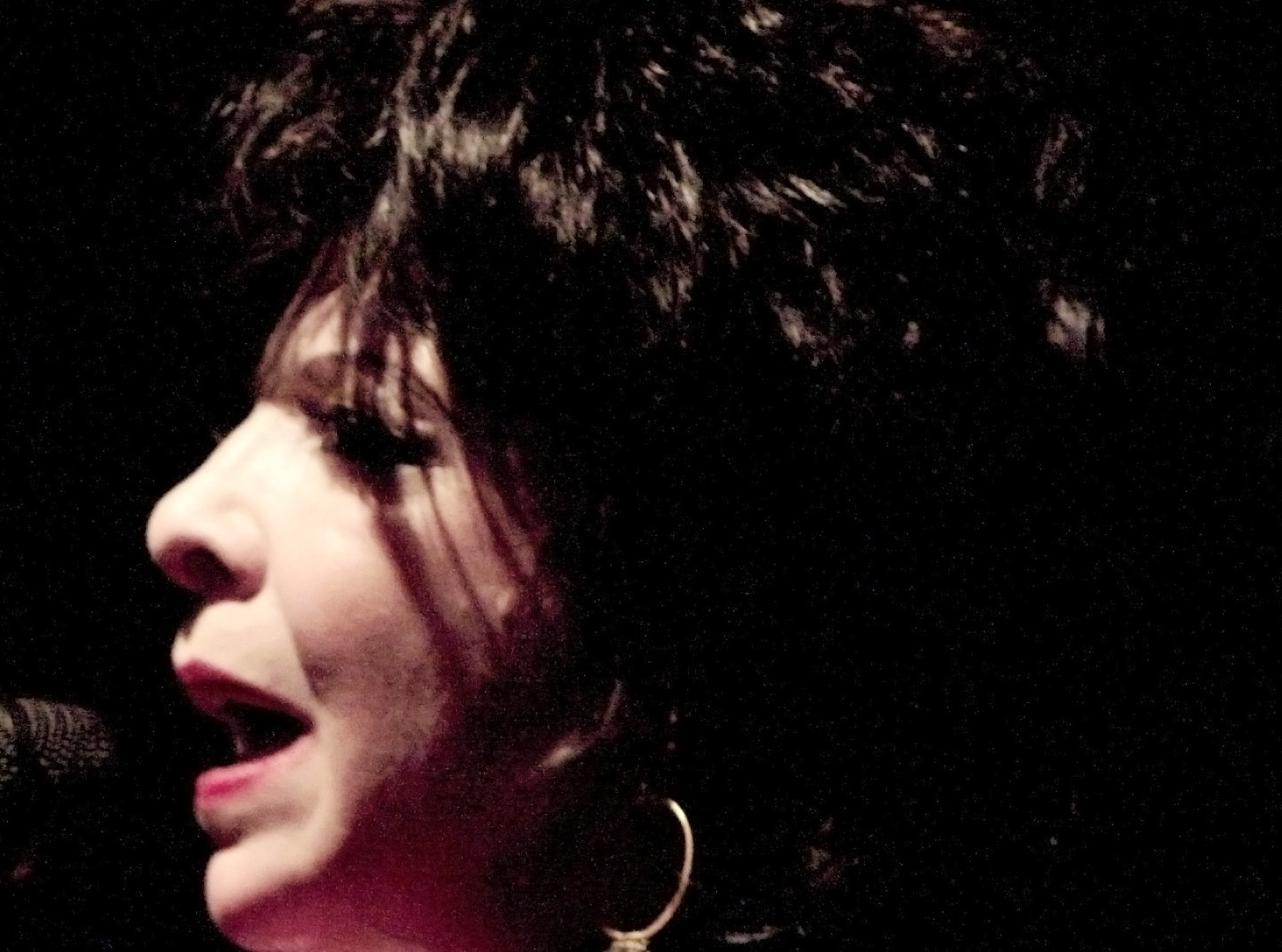
Джули Круз

- Бингем, Билли (90) — североирландский футболист и футбольный тренер[298].
- Брици, Джузеппе (80) — итальянский футболист («Фиорентина») и тренер[299].
- Зиммерман, Мэтт[англ.] (87) — канадский актёр[300].
- Карманов, Юрий Игоревич (70) — советский хоккеист (ЦСКА) и спортивный менеджер[301].
- Кравец, Владимир Иосифович (86) — советский и украинский архитектор, художник театра[302].
- Круз, Джули (65) — американская певица, автор песен, актриса и музыкант; самоубийство[303].
- Левашкевич-Петрыковская, Бирута[пол.] (94) — польский юрист, судья Конституционного трибунала (1997—2006)[304].
- Молибога, Олег Алексеевич (69) — советский волейболист и волейбольный тренер, олимпийский чемпион (1980), заслуженный мастер спорта СССР (1978), заслуженный тренер России (1996)[305].
- Мулюков, Муса Гайсович (85) — советский и российский литературовед и журналист[306].
- Нангой, Крис[англ.] — политик Папуа — Новой Гвинеи, депутат Парламента (с 2017 года)[307].
- Пиппин, Дональд[англ.] (95) — американский театральный музыкальный режиссёр, лауреат премии «Тони» (1963)[308].
- Роман-Добровольская, Гражина[пол.] (87) — польская художница и скульптор[309].
- Фохт-Бабушкин, Юрий Ульрихович (91) — советский и российский искусствовед, академик РАО (1999)[310].
- Химори, Фумихиро[англ.] (73) — японский политик, депутат Палаты представителей (2000—2003, 2005—2009)[311].
- Хуссейн, Аамир Лякат[англ.] (50) — пакистанский политик и государственный деятель, министр по делам религии (2004—2007), депутат Национальной ассамблеи Пакистана (2002—2007, с 2018 года)[312].
- Цзоу Цзин[англ.] (86) — китайский инженер, член Китайской инженерной академии, депутат Всекитайского собрания народных представителей (1993—1998)[313].
- Чужиков, Николай Фёдорович (84) — советский байдарочник, олимпийский чемпион (1964), заслуженный мастер спорта СССР (1964)[314].
- Шеперд, Гордон Мюррей[англ.] (88) — американский нейробиолог[315].
- Янкович, Любодраг[серб.] (90) — сербский художник[316].

## 8 июня

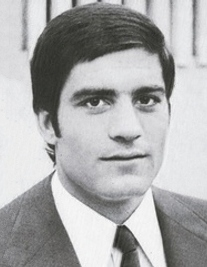
Костикэ Дафиною

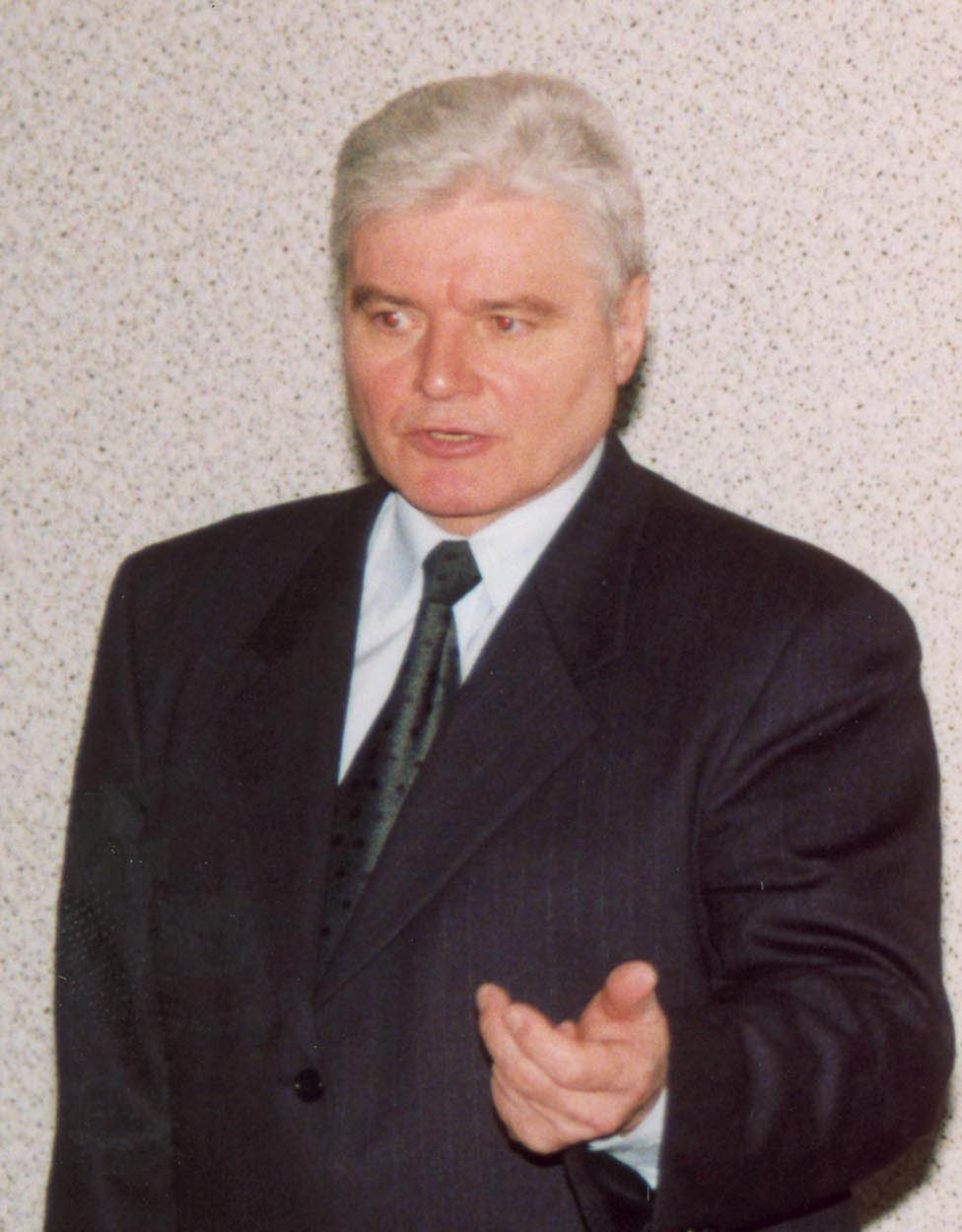
Владимир Егоров

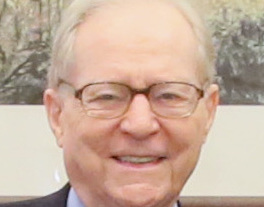
Дейл Йоргенсон

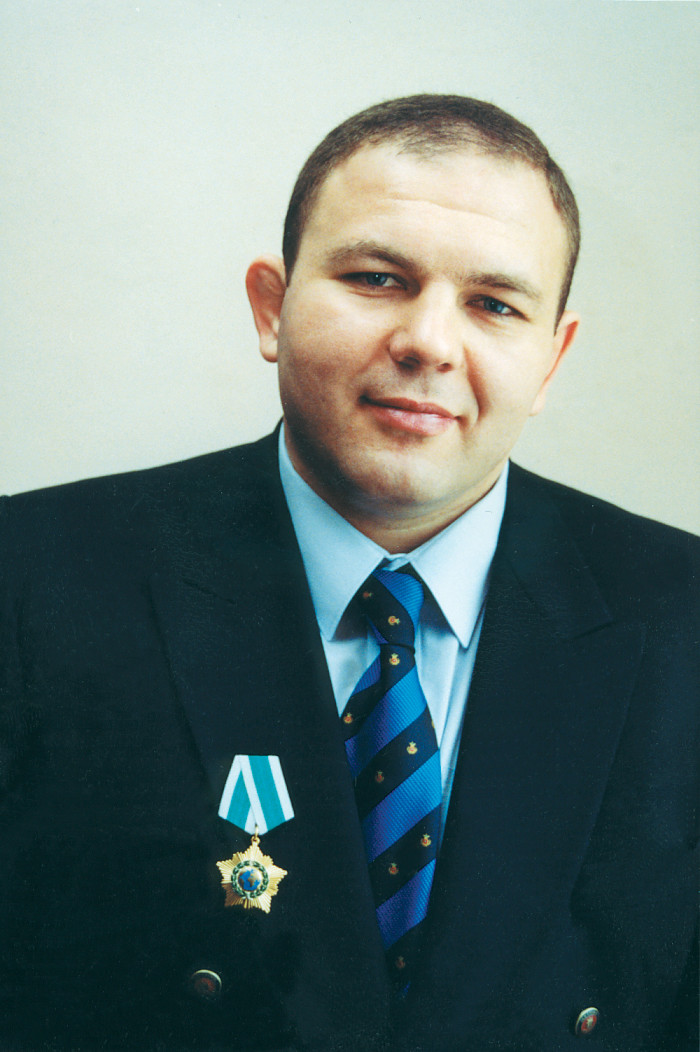
Андрей Шумилин

- Андреини, Элиос[итал.] (81) — итальянский политик, сенатор (1987—1992)[317].
- Дафиною, Костикэ (68) — румынский боксёр и тренер, бронзовый призёр Олимпийских игр (1976)[318].
- Василенко, Анатолий Петрович (83) — украинский график, карикатурист, народный художник Украины (2005)[319].
- Егоров, Владимир Григорьевич (83) — российский военачальник и государственный деятель, командующий Балтийским флотом (1991—2000), адмирал (1991), губернатор Калининградской области (2000—2005)[320].
- Йоргенсон, Дейл (89) — американский экономист, член Национальной академии наук США (1978)[321].
- Ллойд-Джонс, Дэвид[англ.] (87) — британский дирижёр английской и русской музыки[322].
- Лури, Ранан[англ.] (90) — американский и израильский политический карикатурист[323].
- Минскевич, Серж[бел.] (53) — белорусский поэт и литературный переводчик[324].
- Морри, Ромео[итал.] (70) — капитан-регент Сан-Марино (1992—1993), министр иностранных дел (2002)[325].
- Пинту Монтейру, Фернанду[порт.] (80) — генеральный прокурор Португалии (2006—2012)[326].
- Регу, Паула (87) — португальская художница[327].
- Рудиченко, Татьяна Семёновна (72) — советский и российский музыковед и этномузыколог, доктор искусствоведения (2006), профессор кафедры истории музыки РГК им. С. В. Рахманинова (2005)[328].
- Симонян, Арам Грачаевич (67) — советский и армянский историк, член-корреспондент НАН РА (2006), ректор ЕГУ (2006—2019)[329].
- Томпсон, Джордж (74) — американский баскетболист[330].
- Хименес Муньос, Хулио[исп.] (87) — испанский шоссейный велогонщик; ДТП[331].
- Ченки, Дьёрдьне[венг.] (81) — венгерская гандболистка и тренер, чемпионка мира (1965)[332].
- Шефер, Жан-Луи[фр.] (83) — французский писатель, философ, искусствовед и киновед[333].
- Шумилин, Андрей Анатольевич (52) — российский борец вольного стиля, заслуженный мастер спорта России, государственный деятель[334].
- Эрдем, Тархан (89) — турецкий политический деятель, депутат парламента Турции (1977—1980), министр промышленности и технологий (1977)[335].

## 7 июня
- Атли, Роберт Маршалл[англ.] (92) — американский историк[336].
- Бергер, Айзек[англ.] (85) — американский тяжелоатлет, чемпион Олимпийских игр (1956)[337].
- Виас, Фредди?! (92) — малайзийский игрок в хоккей на траве, участник Олимпийских игр (1956)[338].
- Карл Вюртембергский (85) — глава Вюртембергского дома (с 1975 года)[339].
- Катлер, Энн[англ.] (77) — австралийский психолингвист, член Лондонского королевского общества (2015)[340].
- Кравченя, Ольга Семёновна (79) — советский и российский художник кино, заслуженный художник Российской Федерации (1998)[341].
- Луццаго, Марко (71) — лейтенант великого магистерства Мальтийского ордена (с 2020 года)[342].
- Олейник, Ладислав (90) — чехословацкий хоккеист и немецкий хоккейный тренер[343].
- Пономаренко, Мария Антоновна[укр.] (77) — советская и украинская детская писательница[344].
- Трасс, Райво Борисович (76) — советский и эстонский актёр и режиссёр[345].
- Хейнс, Труди[англ.] (95) — американская тележурналистка, лауреат премии «Эмми» (1995)[346].
- Цахоев, Эльбрус Георгиевич (88) — советский борец вольного и греко-римского стилей, чемпион СССР[347].
- Шёфер, Эразмус[нем.] (91) — немецкий писатель[348].

## 6 июня

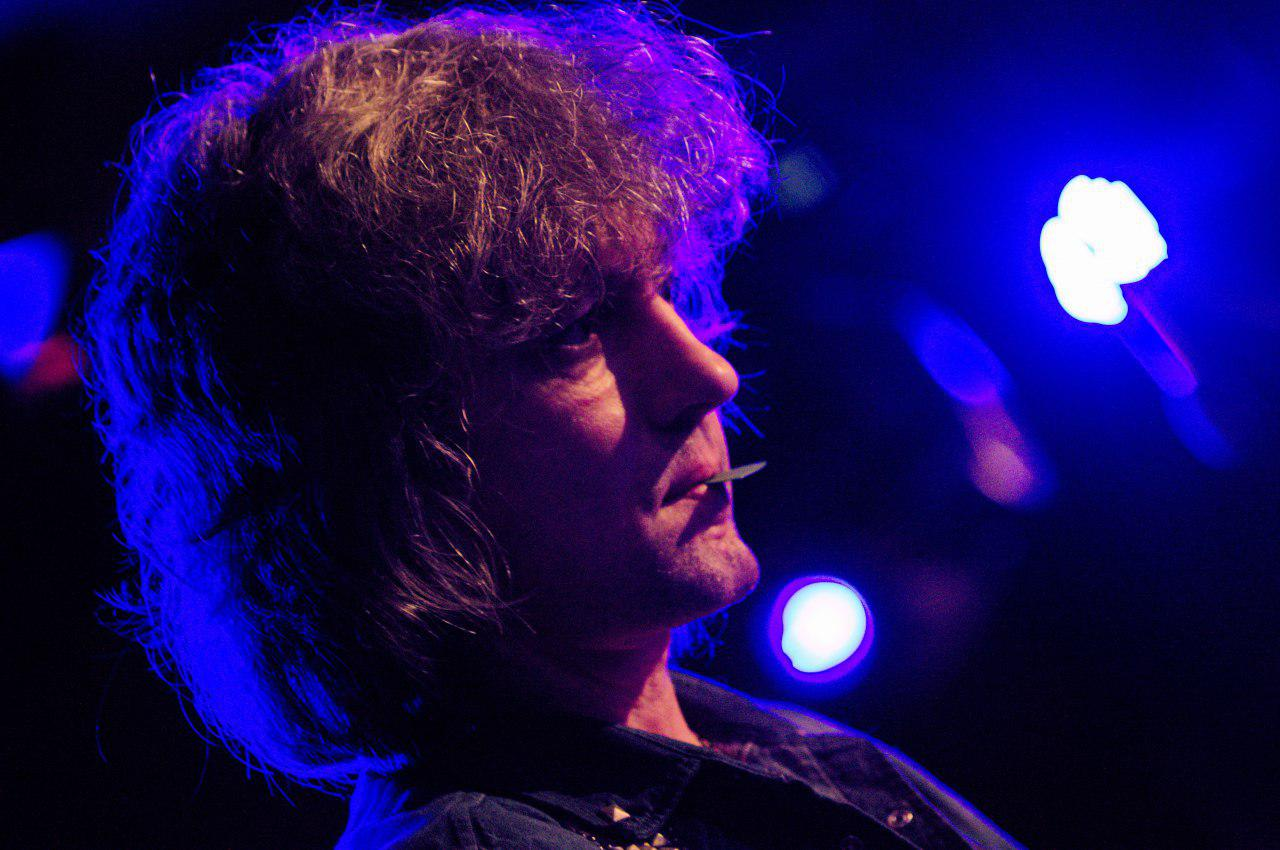
Михаил Владимиров

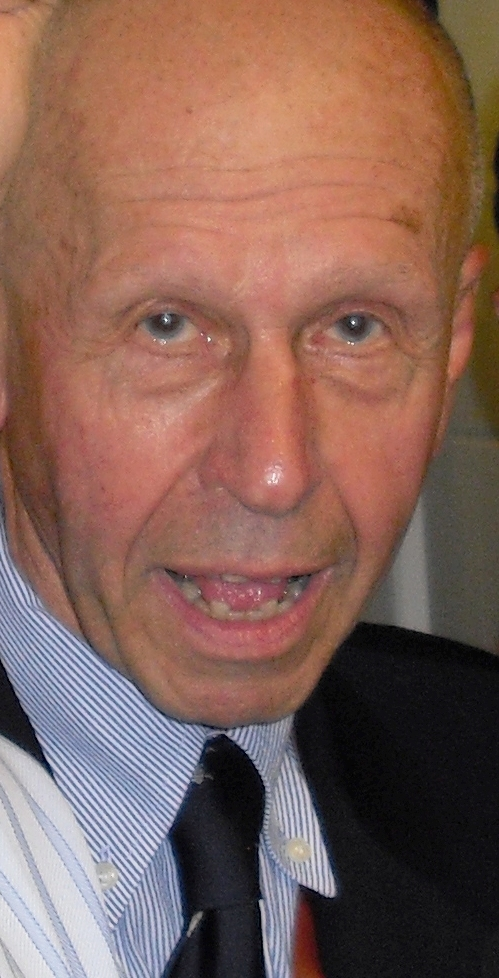
Джанни Клеричи

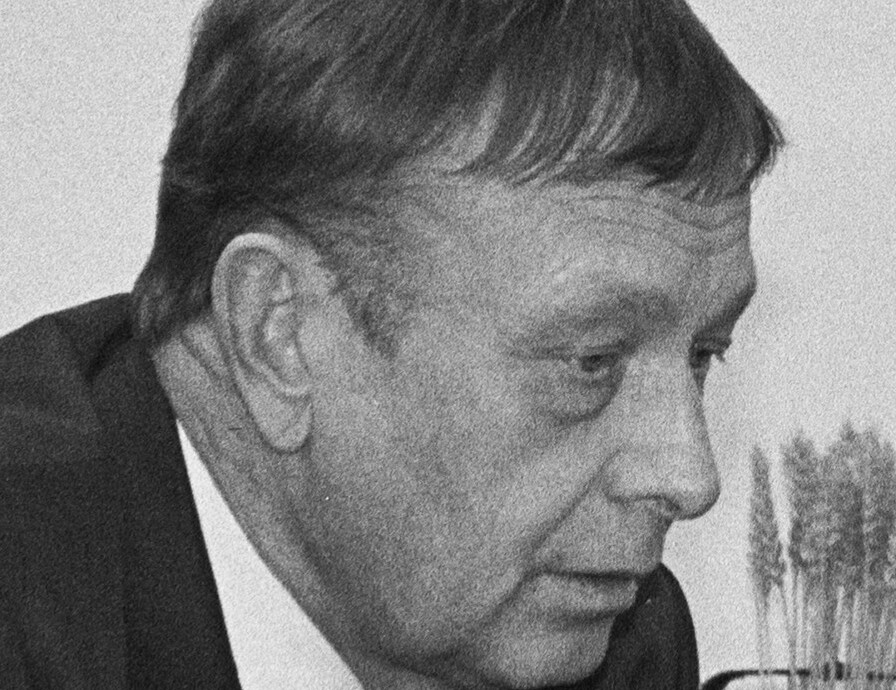
Кеийо Корхонен

Александр Новиков

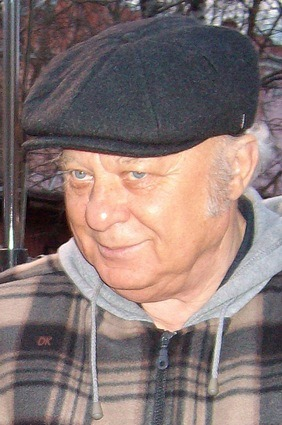
Зиновий Ройзман

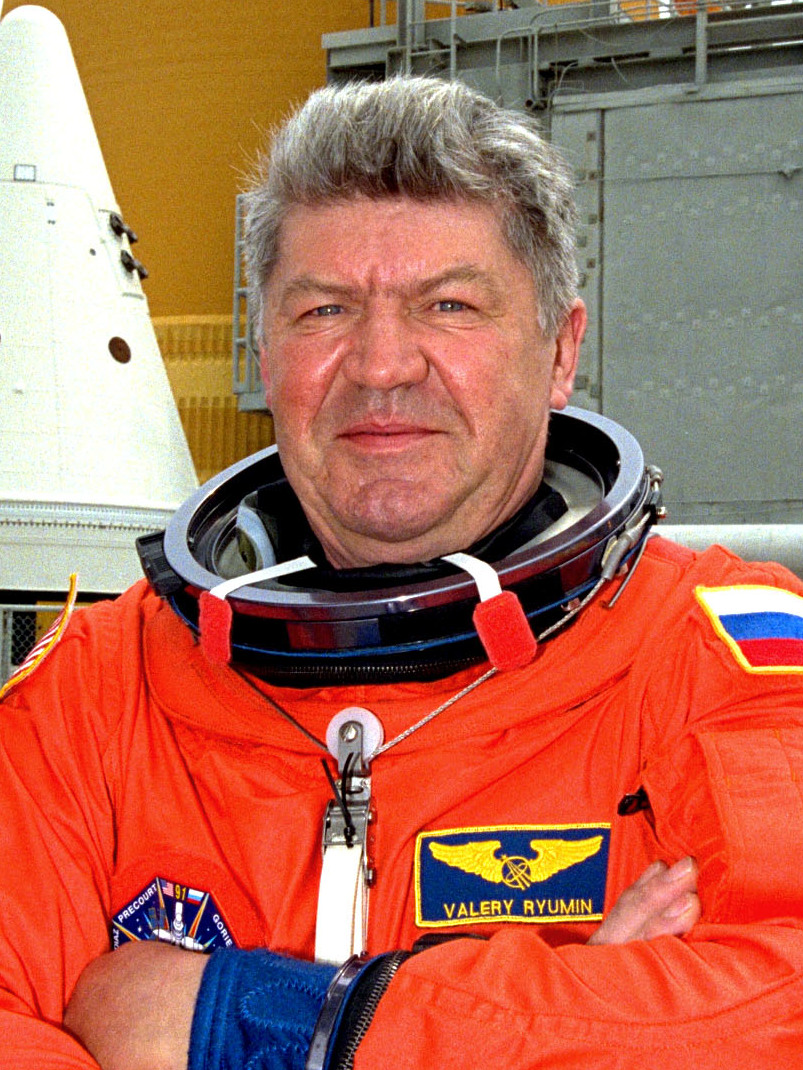
Валерий Рюмин

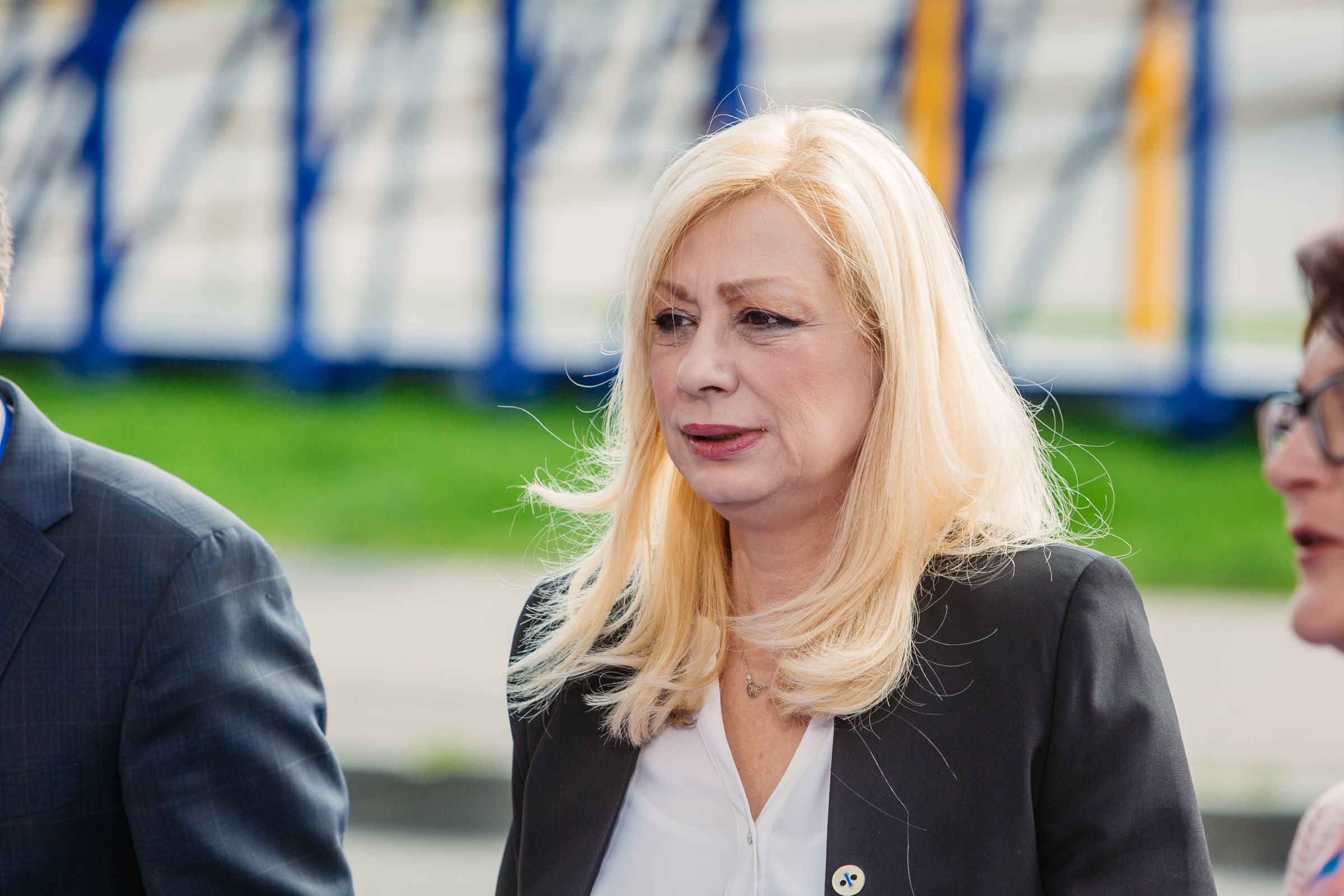
Зета Эмилианиду

- Д’Аркур, Флоранс[фр.] (93) — французский политик, депутат Национального собрания Франции (1978—1988)[349].
- Веров, Ив-Мари[фр.] (72) — французский баскетболист, игрок мужской сборной Франции по баскетболу[350].
- Виллегле, Жак[фр.] (96) — французский художник[351].
- Владимиров, Михаил Иванович (55) — российский рок-музыкант, гитарист группы Чиж&Co[352].
- Гаджимирзаев, Гаджимурад Абдусамадович (84) — советский и российский отоларинголог, доктор медицинских наук (1981), профессор, заслуженный врач Российской Федерации[353].
- Георгиев, Владимир Анатольевич (77) — советский и российский историк[354].
- Клеричи, Джанни (92) — итальянский спортивный журналист[355].
- Корхонен, Кеийо (88) — финский политик, министр иностранных дел Финляндии (1976—1977) (о смерти объявлено в этот день)[356].
- Ла Женьер, Жюльетта де[фр.] (94) — французский археолог, член Академии надписей и изящной словесности (2000)[357].
- Ли Хый Сон[англ.] (97) — южнокорейский военный и государственный деятель, директор Национального агентства разведки (1979), начальник штаба Армии Республики Корея (1979—1981), министр транспорта (1982—1983)[358].
- Мера, Орландо Хорхе[исп.] (55) — доминиканский политический деятель, министр окружающей среды и природных ресурсов Доминиканской Республики[359].
- Новиков, Александр Владимирович (62) — российский экономист, доктор экономических наук (1999), профессор, ректор (2014—2020) и президент (с 2021) НГУЭУ[360].
- Плеханов, Алексей Николаевич (77) — советский партийный деятель, первый секретарь Вологодского городского комитета КПСС (1987—1990)[361].
- Ройзман, Зиновий Александрович (80) — советский и российский кинорежиссёр, сценарист и публицист, заслуженный деятель искусств Российской Федерации (2018)[362].
- Рюмин, Валерий Викторович (82) — советский и российский космонавт, лётчик-космонавт СССР, дважды Герой Советского Союза (1979, 1980)[363].
- Ходжмен, Хелен[англ.] (77) — австралийская писательница, лауреат Премии Сомерсета Моэма (1979)[364].
- Эмилианиду, Зета (67) — кипрский юрист и государственный деятель, министр труда и социального обеспечения (с 2013 года)[365].
- Жержевский, Сергей Александрович (34) — украинский военнослужащий, старший солдат, участник российско-украинской войны, Герой Украины (2022, посмертно); погиб в бою.

## 5 июня

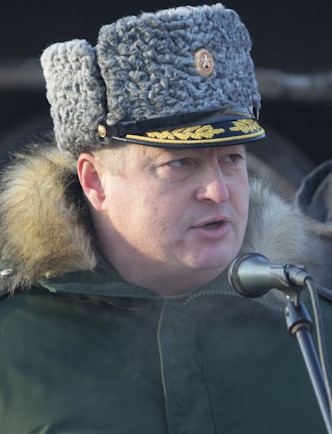
Роман Кутузов

- Адзаро, Джузеппе[итал.] (96) — итальянский политик, депутат Палаты депутатов Италии (1963—1992)[366].
- Гоговский, Глигорие (79) — югославский государственный деятель, премьер-министр Македонии (1986—1991)[367].
- Карибе, Рубенс[порт.] (56) — бразильский киноактёр[368].
- Кутузов, Роман Владимирович (53) — российский военачальник, начальник штаба — первый заместитель командующего 8-й общевойсковой армией, генерал-лейтенант, участник российско-украинской войны; погиб в бою[369].
- Мамот, Евгений Александрович (81) — советский и молдавский композитор и хоровой дирижёр[370].
- Мехрабян, Гарник[англ.] (85) — иранский футболист и тренер[371].
- Никитин, Александр Сергеевич (87) — советский и российский шахматист и шахматный тренер, заслуженный тренер СССР (1986)[372].
- Орлова, Ольга Ивановна (89) — советский и российский художник-мультипликатор и режиссёр-постановщик[373].
- Санчес Барет, София[англ.] (83) — доминиканский политик, депутат Парламента (1978—1982, 1998—2002)[374].
- Сач, Алек Джон (70) — американский рок-музыкант (о смерти объявлено в этот день)[375].
- Свинфен Иди, Роджер (83) — британский аристократ, член Палаты лордов (с 1977 года)[376].
- Хайдар Абдул-Раззак (39) — иракский футболист, игрок национальной сборной[377].
- Хиллс, Ричард Эдвин[англ.] (78) — британский астроном, член Лондонского королевского общества (2014)[378].
- Харебати, Фёдор Григорьевич (91) — советский и грузинский театральный актёр, заслуженный артист Грузинской ССР[379].
- Чхеидзе, Темур Нодарович (78) — советский и российский режиссёр, главный режиссёр (2004—2007) и художественный руководитель (2007—2013) БДТ, народный артист Грузинской ССР (1981), народный артист Российской Федерации (1994)[380].
- Эрнандес Эскобар, Альма Роса[исп.] (65) — мексиканская политическая деятельница, депутат парламента Мексики[381].
- Примаченко, Владимир Васильевич (57) — украинский военнослужащий, старший сержант, участник российско-украинской войны, Герой Украины (2023, посмертно); погиб в бою.
- Олейник, Ярослав Алексеевич (24) — украинский военнослужащий, солдат, участник российско-украинской войны, Герой Украины (2023, посмертно); погиб в бою.

## 4 июня

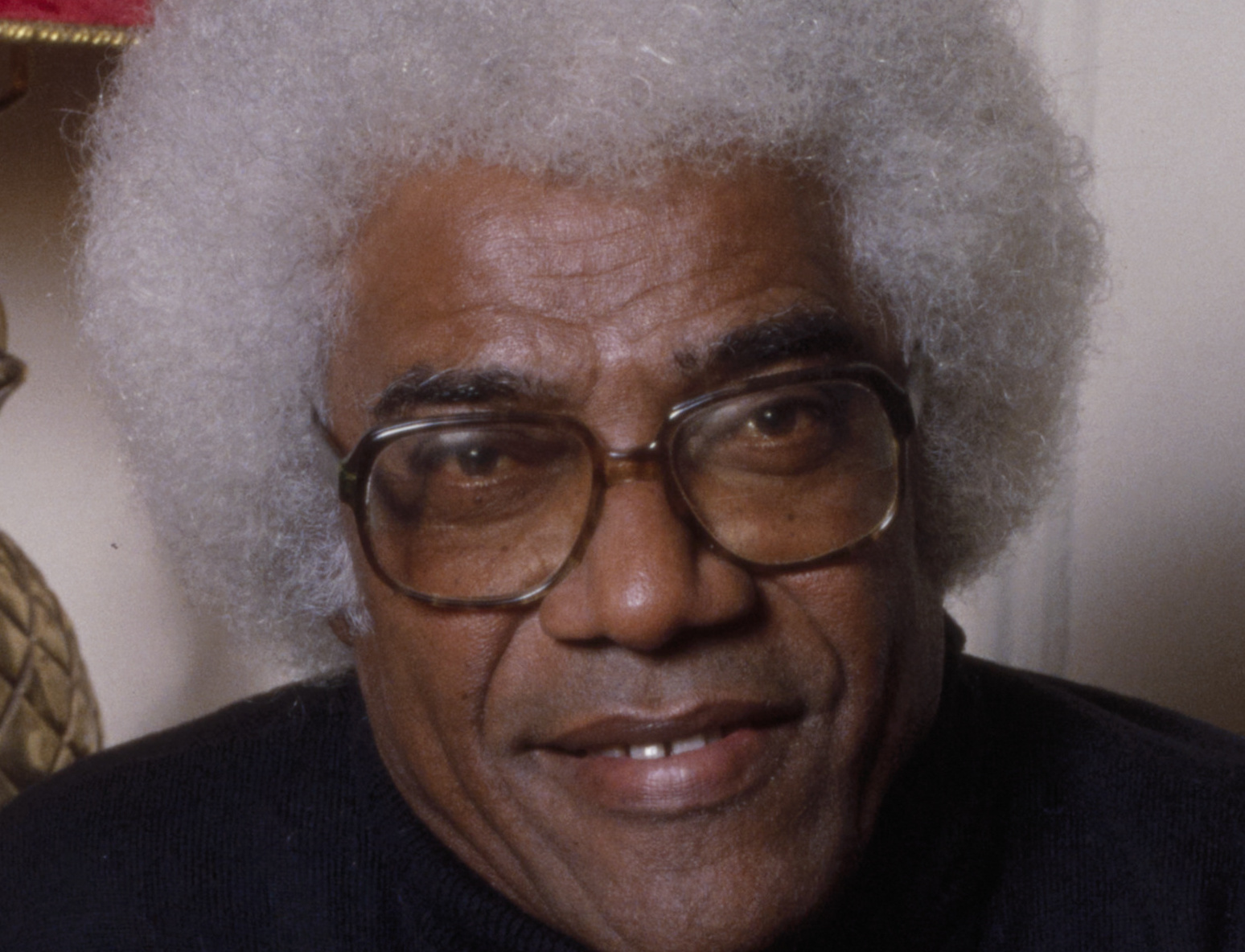
Джордж Лемминг

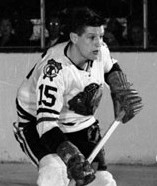
Эрик Нестеренко

- Аз-Звайр, Мубарак[араб.] (94—95) — кувейтский политик, депутат Национального собрания Кувейта (1985—1986)[382].
- Браун, Андрей Георгиевич (85) — советский и казахский государственный, политический и партийный деятель, первый секретарь Целиноградского обкома Компартии Казахстана (1986—1991), председатель Целиноградского областного Совета народных депутатов (1990—1992), Герой Социалистического Труда (1991)[383].
- Исии, Хадзимэ[яп.] (87) — японский политик и государственный деятель, депутат Парламента (1969—1983, 1986—2005), министр внутренних дел (1994)[384].
- Ковтун, Дмитрий Владимирович (56/57) — российский предприниматель[385].
- Кукси, Джон[англ.] (80) — американский офтальмолог и политик, член Палаты представителей США (1997—2003)[386].
- Лемминг, Джордж (94) — барбадосский писатель[387].
- Молдова, Дьёрдь[венг.] (88) — венгерский писатель[388].
- Мосякин, Иван Яковлевич (74) — советский и российский политический деятель, депутат Государственной думы (2003—2007), председатель Орловского областного Совета народных депутатов (2007—2011)[389].
- Нестеренко, Эрик (88) — канадский хоккеист, обладатель Кубка Стэнли в составе клуба «Чикаго Блэкхокс» (1961)[390].
- Сердюкова, Тамара Емельяновна (78) — советская и российская театральная актриса, заслуженная артистка Российской Федерации (1998)[391].
- Таварис, Нейла[порт.] (73) — бразильская актриса[392].
- Тюрин, Юрий Иванович[значимость?] (94) — советский и российский гидрограф, полярный путешественник и музейный деятель[393].
- Хоффман, Франк[нем.] (83) — немецкий и австрийский актёр[394].

## 3 июня
- Абреу, Жозе ди[порт.] (77) — бразильский политик, депутат Палаты депутатов Бразилии (1995—2003)[395].
- Брессани, Пьерджорджо[итал.] (92) — итальянский политик и государственный деятель, депутат Палаты депутатов Италии (1963—1986), Секретарь Совета министров (1979—1981)[396].
- Воляньчик, Адам[пол.] (86) — польский актёр[397].
- Де Куртис, Лилиана (89) — итальянская актриса и писательница[398].
- Келли, Кен (76) — американский художник-фантаст[399].
- Кларк, Фрэнк[англ.] (79) — английский футболист[400].
- Леви, Раанан[англ.] (68) — израильский и французский художник[401].
- Менщиков, Владимир Владимирович[значимость?] (56) — российский историк, доктор исторических наук, профессор Курганского государственного университета[402].
- Монкур, Грейчен III[англ.] (83) — американский джазовый тромбонист[403].
- Портер, Джон Эдвард[англ.] (87) — американский политический деятель, член Палаты представителей США (1980—2001)[404].
- Санкович, Горан (42) — словенский футболист[405].
- Фрейд, Софи[нем.] (97) — австрийский психоаналитик, внучка Зигмунда Фрейда[406].
- Фриселль, Кари[норв.] (99) — норвежская оперная певица (сопрано) и киноактриса[407].

## 2 июня

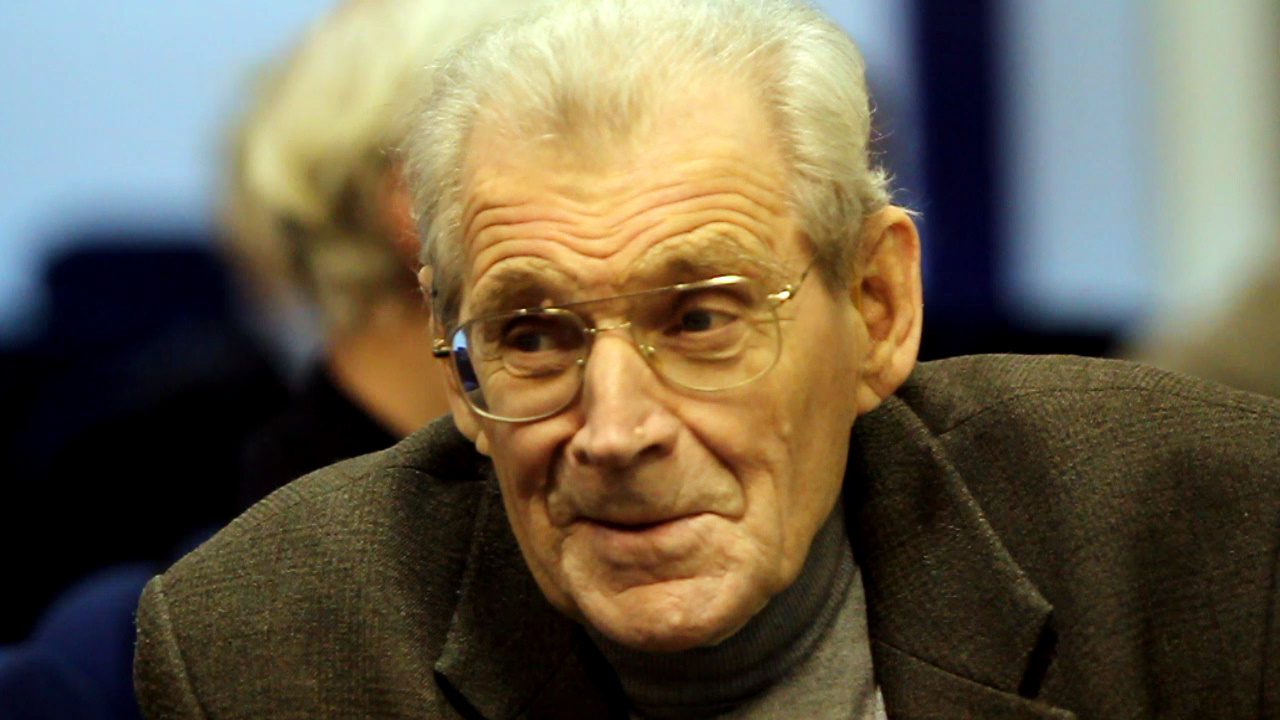
Андрей Гапонов-Грехов

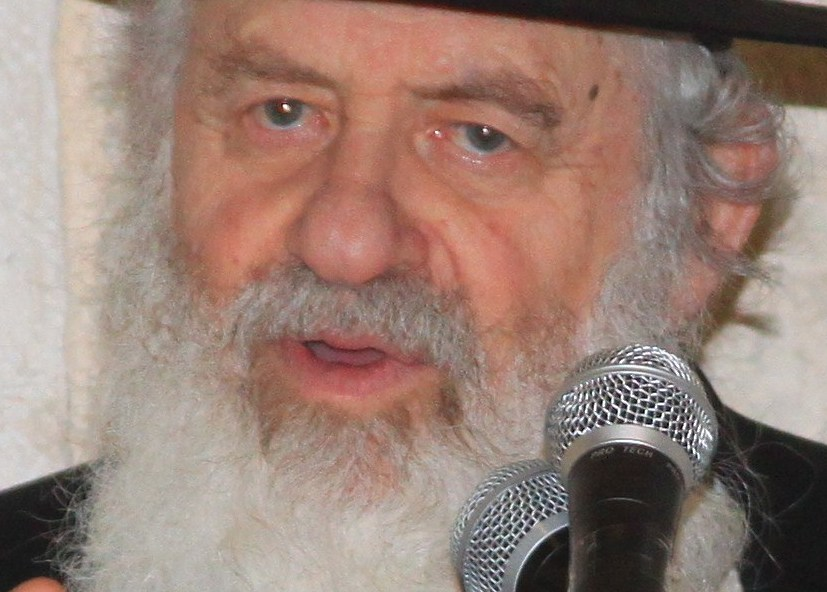
Ури Зоар

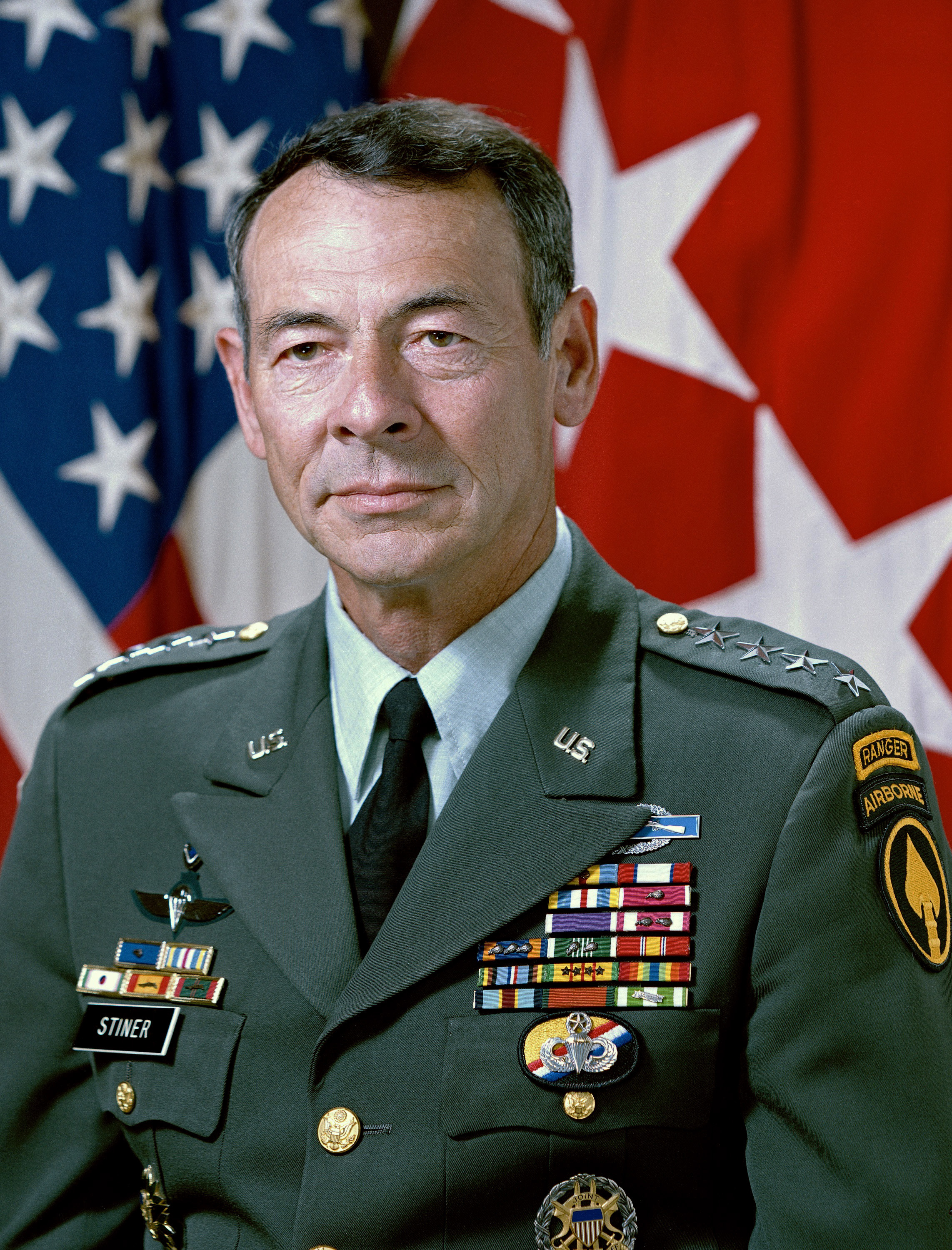
Карл Стинер

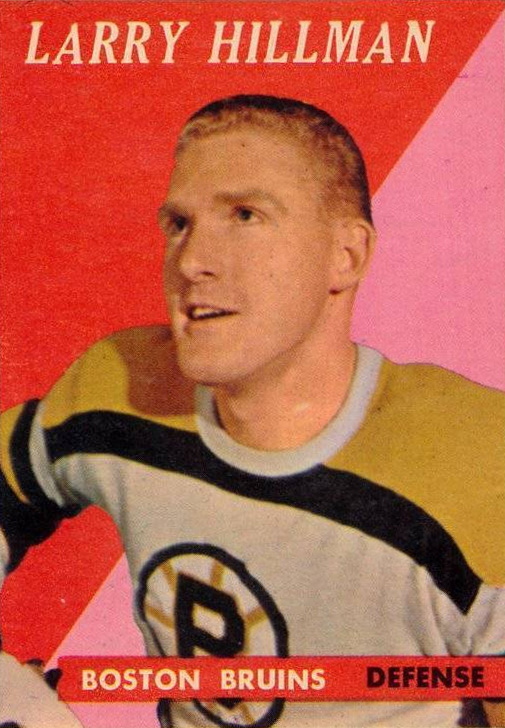
Ларри Хиллман

- Ахлюстин, Александр Владимирович (71) — советский и российский военный лётчик, генерал-майор запаса, заслуженный военный лётчик Российской Федерации[408].
- Байнам, Хэл[англ.] (87) — американский автор песен[409].
- Буман, Кай[пол.] (61) — польский и немецкий дирижёр[410].
- Гапонов-Грехов, Андрей Викторович (95) — советский и российский физик, директор ИПФ РАН (1976—2003), академик РАН (1991; академик АН СССР с 1968), Герой Социалистического Труда (1986)[411].
- Зоар, Ури (86) — израильский актёр, стендапист, сценарист и режиссёр[412].
- Идэи, Нобуюки[яп.] (84) — японский бизнесмен, генеральный директор и президент корпорации Sony (1995—2000)[413].
- Коппо, Пол[англ.] (83) — американский хоккеист, игрок олимпийской сборной (1964)[414].
- Лафуэнте, Марта (54) — парагвайский психолог и государственный деятель, министр образования и культуры (2013—2016)[415].
- Луччони, Жозе[фр.] (72) — французский актёр[416].
- Маляр, Владимир Николаевич (81) — советский и украинский актёр, народный артист Украинской ССР (1979)[417].
- Махнёва, Раиса Ивановна (90) — советский и российский передовик промышленного производства, Герой Социалистического Труда (1971)[418].
- Покровский, Анатолий Владимирович (91) — советский и российский сосудистый хирург, академик РАМН (1997—2013), академик РАН (2013)[419].
- Стинер, Карл (85) — американский генерал, командующий Командования специальных операций США (1990—1993)[420].
- Фогель, Яромир[чеш.] (78) — чешский композитор-клезмер[421].
- Хиллман, Ларри (85) — канадский хоккеист[422].
- Ээн, Валентин[нем.] — швейцарский политик, депутат Национального совета Швейцарии (1971—1987)[423].
- Назарук, Юрий Владимирович (30) — украинский военнослужащий, майор ГУР МО, участник российско-украинской войны, Герой Украины (2022, посмертно); погиб в бою.

## 1 июня

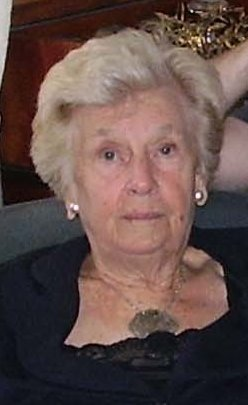
Андре Гёлен-Гершкович

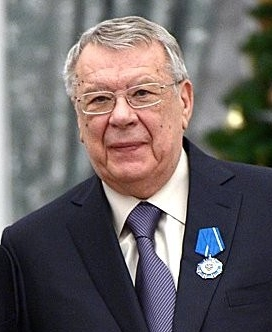
Владислав Краснопольский

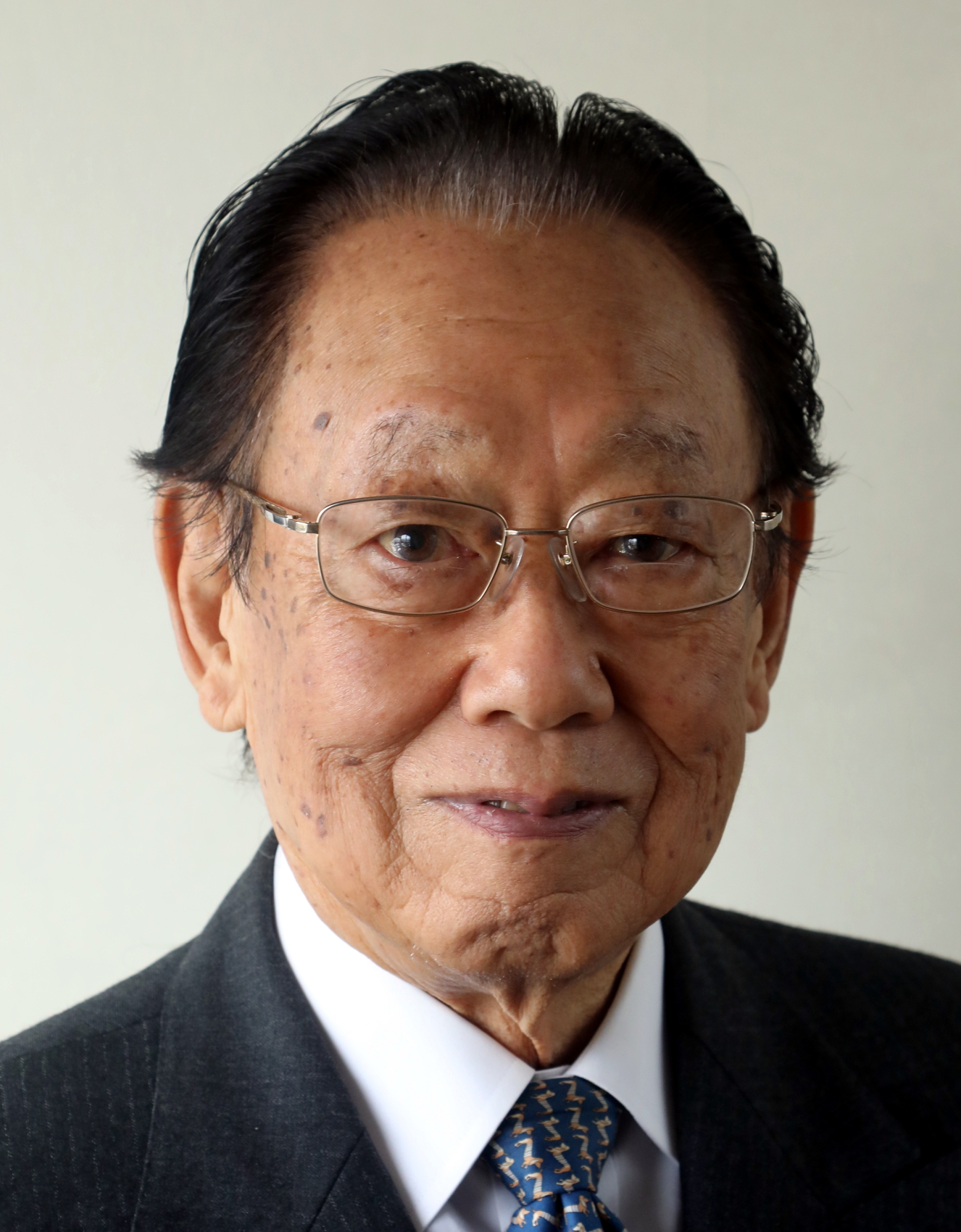
Такэёси Танума

- Аносович, Андрей Борисович (86) — советский и российский авиационный инженер-конструктор, лауреат премии Правительства Российской Федерации (1998)[424].
- Беркетов, Александр Николаевич (46) — российский футболист и тренер[425].
- Бреннан, Джерард[англ.] (94) — австралийский юрист, Главный судья Австралии (1995—1998)[426].
- Вентуротти, Делио (112) — бразильский супердолгожитель[427].
- Гёлен-Гершкович, Андре (100) — бельгийская Праведница народов мира[428].
- Геннадий (Лимурис) (70) — иерарх Константинопольской православной церкви, митрополит Сасимский, ипертим и экзарх Второй Каппадокии (с 1997 года)[429].
- Кернахан, Чарльз[англ.] (74) — американский правозащитник, борец с корпорациями и защитник прав трудящихся[430].
- Краснопольский, Владислав Иванович (83) — советский и российский хирург-гинеколог, академик РАМН (2011—2013), академик РАН (2013)[431].
- Лек, Жан[фр.] (90) — французский политический деятель, глава правительства Новой Каледонии (1999—2001), мэр города Нумеа (1986—2014)[432].
- Люй Фэн[кит.] (95) — китайский политик, заведующий Организационный отделом ЦК КПК (1989—1994)[433].
- Марчик, Ярослав[чеш.] (66) — чехословацкий футболист, чемпион Чехословакии (1982/83) в составе «Богемианс 1905»[434].
- Петров, Юрий Яковлевич (74) — советский и российский художник, заслуженный художник Российской Федерации[435].
- Сайед Ахмад Сайед Абу Бакар[англ.] (76) — малайзийский футболист, игрок национальной сборной[436].
- Сёке, Иштван (75) — венгерский футболист, игрок национальной сборной[437].
- Танума, Такэёси (93) — японский фотограф, лауреат Премии Асахи (2020) и ордена Культуры (2019)[438].
- Уильямс, Лерой[англ.] (85) — американский джазовый барабанщик[439].
- Цодерер, Йозеф[нем.] (86) — итальянский немецкоязычный писатель[440].
- Элошвили, Илья[груз.] (47) — грузинский политический деятель, министр энергетики Грузии (2016, 2017)[441].